# Nam Định (thành phố)
Nam Định là thành phố tỉnh lỵ cũ của tỉnh Nam Định, Việt Nam.
Đây là một trong những thành phố được Pháp lập ra đầu tiên ở Liên bang Đông Dương. Nằm ở phía nam và là thành phố trung tâm tiểu vùng nam đồng bằng sông Hồng, Nam Định đã sớm trở thành một trung tâm văn hoá, chính trị và tôn giáo ngay từ những thời kỳ đầu thế kỷ XIII trong lịch sử Việt Nam. Năm 1262, nhà Trần cho xây dựng phủ Thiên Trường, đặt dấu mốc đầu tiên cho một đô thị Nam Định sau này. Trong suốt thời kỳ lịch sử từ Thiên Trường cho đến Nam Định ngày nay, trải qua các triều đại Trần, Hồ, Lê, Mạc, Tây Sơn, Nguyễn vùng đất này đã nhiều lần đổi tên như Thiên Trường, Vị Hoàng, Sơn Nam, Thành Nam rồi Nam Định. Danh xưng Nam Định chính thức có từ năm 1822, gọi là Trấn Nam Định, sau đến 1831 gọi là tỉnh Nam Định dưới thời vua Minh Mạng. Năm 1921, người Pháp đã phá Thành Nam quy hoạch lại và thành lập thành phố Nam Định. Lúc đó là thành phố cấp 3.

## Địa lý
Thành phố Nam Định nằm ở phía bắc tỉnh Nam Định, cách thủ đô Hà Nội 80 km về phía đông nam, cách thành phố Thái Bình 16 km về phía tây, cách thành phố Hải Phòng 90 km về phía tây nam, cách thành phố Hoa Lư 28 km về phía đông bắc, có vị trí địa lý:
- Phía đông giáp huyện Vũ Thư, tỉnh Thái Bình
- Phía tây giáp huyện Bình Lục, tỉnh Hà Nam
- Phía nam giáp huyện Nam Trực và huyện Vụ Bản
- Phía bắc giáp huyện Lý Nhân, tỉnh Hà Nam.

### Địa hình
Thành phố Nam Định tương đối bằng phẳng, trên địa bàn thành phố không có ngọn núi nào. Thành phố có hai con sông lớn chảy qua là sông Hồng và sông Nam Định. Trong đó sông Nam Định (sông Đào) nối từ sông Hồng chảy qua giữa lòng thành phố đến sông Đáy làm cho thành phố là một trong những nút giao thông quan trọng về đường thủy cũng như có vị trí quan trọng trong việc phát triển thành phố trong tương lai. Như vậy thực ra Nam Định cũng là một thành phố ở ngã ba sông.

### Khí hậu
Thành phố Nam Định mang tính chất khí hậu cận nhiệt đới ấm ẩm điển hình, theo phân loại khí hậu Koppen, có tháng lạnh dưới 18 °C, vào tháng 1 năm 1955 nhiệt độ thành phố xuống mức 3 °C. Nhiệt độ cao kỷ lục của thành phố đạt được vào tháng 6/2016 với mức nhiệt trong lều khí tượng đạt 40,2 °C. Nằm ở phía tây bắc của tỉnh Nam Định, lại nằm ở vị trí xa biển, so với các huyện Hải Hậu, Xuân Trường, Nghĩa Hưng, nhiệt độ trong mùa đông của thành phố thấp hơn đôi chút vì chịu ảnh hưởng mạnh mẽ hơn của áp cao lạnh siberia, 16,4 °C vào tháng 1 ở thành phố so với 17,3 °C tại trạm Nghĩa Hưng, mùa hè nóng hơn so với các huyện ven biển. Thời tiết của thành phố Nam Định là sự giao thoa giữa Hải Phòng với Hà Nội. mùa lạnh thời tiết thường ấm hơn Hải Phòng và lạnh hơn Hà Nội, mùa hè nóng hơn Hải Phòng và mát hơn Hà Nội.
| Dữ liệu khí hậu của Nam Định                                 | Dữ liệu khí hậu của Nam Định | Dữ liệu khí hậu của Nam Định | Dữ liệu khí hậu của Nam Định | Dữ liệu khí hậu của Nam Định | Dữ liệu khí hậu của Nam Định | Dữ liệu khí hậu của Nam Định | Dữ liệu khí hậu của Nam Định | Dữ liệu khí hậu của Nam Định | Dữ liệu khí hậu của Nam Định | Dữ liệu khí hậu của Nam Định | Dữ liệu khí hậu của Nam Định | Dữ liệu khí hậu của Nam Định | Dữ liệu khí hậu của Nam Định |
| Tháng                                                        | 1                            | 2                            | 3                            | 4                            | 5                            | 6                            | 7                            | 8                            | 9                            | 10                           | 11                           | 12                           | Năm                          |
| ------------------------------------------------------------ | ---------------------------- | ---------------------------- | ---------------------------- | ---------------------------- | ---------------------------- | ---------------------------- | ---------------------------- | ---------------------------- | ---------------------------- | ---------------------------- | ---------------------------- | ---------------------------- | ---------------------------- |
| Cao kỉ lục °C (°F)                                           | 32.3 (90.1)                  | 35.2 (95.4)                  | 36.7 (98.1)                  | 38.3 (100.9)                 | 39.5 (103.1)                 | 40.2 (104.4)                 | 39.4 (102.9)                 | 37.6 (99.7)                  | 35.8 (96.4)                  | 36.4 (97.5)                  | 34.4 (93.9)                  | 31.3 (88.3)                  | 40.2 (104.4)                 |
| Trung bình ngày tối đa °C (°F)                               | 19.6 (67.3)                  | 19.7 (67.5)                  | 22.3 (72.1)                  | 26.6 (79.9)                  | 31.0 (87.8)                  | 32.6 (90.7)                  | 32.9 (91.2)                  | 31.8 (89.2)                  | 30.5 (86.9)                  | 28.2 (82.8)                  | 25.0 (77.0)                  | 21.8 (71.2)                  | 26.8 (80.2)                  |
| Trung bình ngày °C (°F)                                      | 16.4 (61.5)                  | 17.0 (62.6)                  | 19.6 (67.3)                  | 23.5 (74.3)                  | 27.2 (81.0)                  | 28.8 (83.8)                  | 29.3 (84.7)                  | 28.6 (83.5)                  | 27.3 (81.1)                  | 24.7 (76.5)                  | 21.4 (70.5)                  | 18.1 (64.6)                  | 23.5 (74.3)                  |
| Tối thiểu trung bình ngày °C (°F)                            | 14.4 (57.9)                  | 15.3 (59.5)                  | 17.9 (64.2)                  | 21.5 (70.7)                  | 24.6 (76.3)                  | 26.2 (79.2)                  | 26.7 (80.1)                  | 26.1 (79.0)                  | 25.0 (77.0)                  | 22.2 (72.0)                  | 18.8 (65.8)                  | 15.6 (60.1)                  | 21.2 (70.2)                  |
| Thấp kỉ lục °C (°F)                                          | 3.0 (37.4)                   | 5.3 (41.5)                   | 6.4 (43.5)                   | 12.1 (53.8)                  | 17.2 (63.0)                  | 19.2 (66.6)                  | 21.3 (70.3)                  | 22.3 (72.1)                  | 16.7 (62.1)                  | 13.3 (55.9)                  | 6.7 (44.1)                   | 5.1 (41.2)                   | 3.0 (37.4)                   |
| Lượng Giáng thủy trung bình mm (inches)                      | 24 (0.9)                     | 29 (1.1)                     | 49 (1.9)                     | 93 (3.7)                     | 177 (7.0)                    | 206 (8.1)                    | 230 (9.1)                    | 296 (11.7)                   | 323 (12.7)                   | 226 (8.9)                    | 62 (2.4)                     | 28 (1.1)                     | 1.743 (68.6)                 |
| Số ngày giáng thủy trung bình                                | 9.3                          | 13.1                         | 16.3                         | 13.4                         | 12.1                         | 12.9                         | 12.4                         | 15.4                         | 14.5                         | 11.9                         | 7.1                          | 5.6                          | 143.9                        |
| Độ ẩm tương đối trung bình (%)                               | 85.2                         | 88.1                         | 90.3                         | 89.4                         | 85.1                         | 83.2                         | 81.9                         | 85.4                         | 85.6                         | 83.8                         | 82.3                         | 82.5                         | 85.2                         |
| Số giờ nắng trung bình tháng                                 | 74                           | 42                           | 44                           | 94                           | 191                          | 183                          | 209                          | 175                          | 175                          | 169                          | 139                          | 124                          | 1.619                        |
| Nguồn: Vietnam Institute for Building Science and Technology |                              |                              |                              |                              |                              |                              |                              |                              |                              |                              |                              |                              |                              |

## Hành chính
Thành phố Nam Định có 21 đơn vị hành chính cấp xã trực thuộc, bao gồm 14 phường: Cửa Bắc, Cửa Nam, Hưng Lộc, Lộc Hạ, Lộc Hòa, Lộc Vượng, Mỹ Xá, Nam Phong, Nam Vân, Năng Tĩnh, Quang Trung, Trần Hưng Đạo, Trường Thi, Vị Xuyên và 7 xã: Mỹ Hà, Mỹ Lộc, Mỹ Phúc, Mỹ Tân, Mỹ Thắng, Mỹ Thuận, Mỹ Trung.

## Lịch sử
Nam Định là thành phố lâu đời có lịch sử lâu đời.
Ngay từ thời Nhà Trần đã xây dựng Nam Định thành phủ Thiên Trường dọc bờ hữu sông Hồng, có 7 phường phố.
Năm 1262, Trần Thánh Tông đổi hương Tức Mặc (quê gốc của nhà Trần) thành phủ Thiên Trường, sau đó phủ được nâng thành lộ.
Năm Quang Thuận thứ 7 (1466), nhà Lê gọi là thừa tuyên Thiên Trường.
Năm 1469 dưới thời vua Lê Thánh Tông, lần đầu tiên có bản đồ Đại Việt, Thiên Trường được đổi làm thừa tuyên Sơn Nam.
Năm 1741, Thiên Trường là một phủ lộ thuộc Sơn Nam Hạ, bao gồm 4 huyện Nam Chân (Nam Trực), Giao Thủy, Mỹ Lộc, Thượng Nguyên.
Năm 1831, là một phủ thuộc tỉnh Nam Định.
Ngày nay các huyện Giao Thủy, Xuân Trường, Nam Trực, Trực Ninh, Mỹ Lộc đều thuộc tỉnh Nam Định.

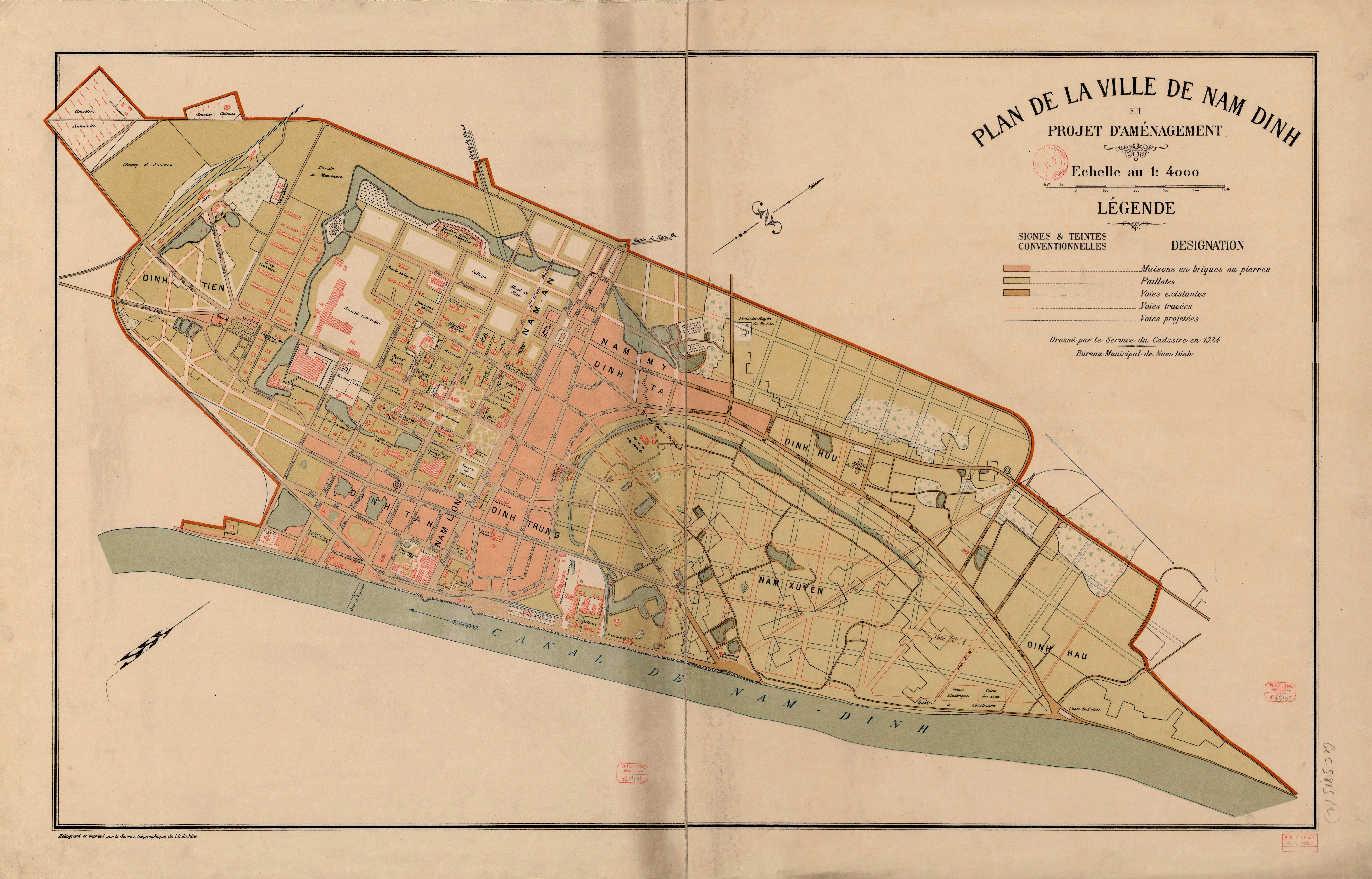
Bản đồ thành phố Nam Định năm 1924

Dưới thời Nguyễn, Nam Định là một thành phố lớn cùng với Hà Nội và Huế. Thời đó, Nam Định còn có trường thi Hương, thi Hội, có cả Văn Miếu như Hà Nội. Nam Định được công nhận là thành phố dưới thời Pháp thuộc ngày 17 tháng 10 năm 1921, hiện đã tròn 100 năm, sớm hơn cả Vinh, Mỹ Tho, Quy Nhơn, Cần Thơ, hay thậm chí là Huế (1929). Về quy mô dân số nội thành so với các thành phố ở miền Bắc chỉ đứng sau Hà Nội và Hải Phòng (đã có hơn 400.000 dân, mật độ dân số đạt 17.221 người/km² vào năm 2011). Từng có liên hiệp nhà máy dệt lớn nhất Đông Dương nên Nam Định còn được gọi là "Thành phố Dệt". Đây là thành phố có nhiều tên gọi chính và văn học: Thiên Trường, Vị Hoàng, Sơn Nam Hạ, Thành Nam, Non Côi sông Vị, thành phố Hoa Gạo, thành phố Dệt, thành phố lụa và thép (theo cách gọi của các nhà văn Ba Lan thời kỳ Chiến tranh kháng chiến chống Mỹ), thành phố bên sông Đào, Nam Định,...
Nam Định là một trong số ít thành phố ở miền Bắc còn giữ lại được ít nhiều nét kiến trúc thời Pháp thuộc, có quán hoa, nhà Kèn, nhà thờ Lớn, các khu phố cổ từ thế kỷ XVIII–XIX, trong khi các tỉnh lỵ khác hầu hết được xây dựng và quy hoạch mới lại sau chiến tranh. Thành phố cũng từng có một cộng đồng Hoa kiều khá đông đảo vào giữa thế kỷ XIX chủ yếu đến từ tỉnh Phúc Kiến, đến nay con cháu họ vẫn sinh sống ở khu vực phố cổ: Hoàng Văn Thụ (Phố Khách), Lê Hồng Phong (Cửa Đông), Hai Bà Trưng (Hàng Màn, Hàng Rượu), Hàng Sắt, Bến Ngự, Bắc Ninh, Hàng Cau, Hàng Đồng, Hàng Đường,...

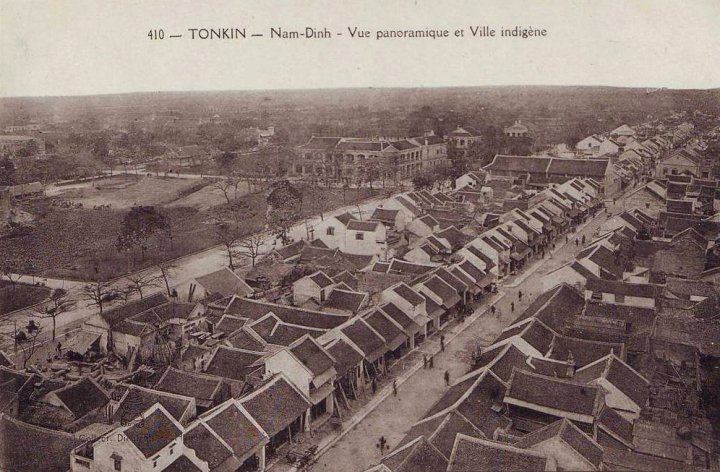
Toàn cảnh thành phố Nam Định thời Pháp thuộc nhìn từ trên cao

Ngày 17 tháng 10 năm 1921, Toàn quyền Đông Dương ban hành Nghị định về việc thành lập thành phố Nam Định được hưởng quy chế của thành phố cấp III.
Năm 1928, thành phố Nam Định có dân số là khoảng 35.000 người.
Năm 1942, thành phố Nam Định có diện tích 6 km² (dài 4,4 km và rộng 1,4 km) và dân số là 42.000 người.
Ngay sau khi Cách mạng Tháng Tám thành công, Chủ tịch chính phủ lâm thời Việt Nam Dân chủ Cộng hòa quy định trong Sắc lệnh số 77 ngày 21 tháng 12 năm 1945, Nam Định là thành phố đặt dưới quyền cấp kỳ (Bắc Bộ).
Từ năm 1945 đến năm 1956, Nam Định là Thành phố trực thuộc Trung ương.
Ngày 1 tháng 9 năm 1950, Pháp sáp nhập 4 xã: Lộc An, Lộc Hạ, Lộc Hòa, Mỹ Xá thuộc huyện Mỹ Lộc vào thành phố Nam Định.
Ngày 3 tháng 9 năm 1957, Thủ tướng Chính phủ ban hành Nghị định số 405/NĐ-TTg về việc sáp nhập thành phố Nam Định vào tỉnh Nam Định – từ đó thành phố Nam Định trở thành thành phố tỉnh lỵ của tỉnh Nam Định.
Ngày 8 tháng 8 năm 1964, Bộ Nội vụ ban hành Quyết định số 210-NV về việc sáp nhập 5 xã: Lộc An, Lộc Hạ, Lộc Hòa, Lộc Vượng và Mỹ Xá về huyện Mỹ Lộc quản lý.
Ngày 21 tháng 4 năm 1965, Ủy ban thường vụ Quốc hội ban hành Quyết định số 103-NQ-TVQH về việc thành lập tỉnh Nam Hà trên cơ sở tỉnh Hà Nam và tỉnh Nam Định. Khi đó, thành phố Nam Định trở thành tỉnh lỵ của tỉnh Nam Hà.
Ngày 13 tháng 6 năm 1967, Hội đồng Chính phủ ban hành Quyết định số 76-CP về việc sáp nhập toàn bộ diện tích và dân số của huyện Mỹ Lộc vào thành phố Nam Định.
Ngày 27 tháng 12 năm 1975, Quốc hội ban hành Nghị quyết về việc thành lập tỉnh Hà Nam Ninh trên cơ sở tỉnh Nam Hà và tỉnh Ninh Bình. Khi đó, thành phố Nam Định là tỉnh lỵ tỉnh Hà Nam Ninh.
Thành phố Nam Định có 10 phường: Cửa Bắc, Năng Tĩnh, Nguyễn Du, Phan Đình Phùng, Quang Trung, Trần Đăng Ninh, Trần Hưng Đạo, Trần Tế Xương, Trường Thi, Vị Xuyên và 15 xã: Lộc An, Lộc Hạ, Lộc Hòa, Lộc Vượng, Mỹ Hòa, Mỹ Hưng, Mỹ Phúc, Mỹ Tân, Mỹ Thắng, Mỹ Thành, Mỹ Thịnh, Mỹ Thuận, Mỹ Tiến, Mỹ Trung, Mỹ Xá.
Ngày 27 tháng 4 năm 1977, Hội đồng Chính phủ ban hành Quyết định số 125-CP về việc sáp nhập 9 xã: Mỹ Thịnh, Mỹ Thuận, Mỹ Tiến, Mỹ Thành, Mỹ Hà, Mỹ Thắng, Mỹ Phúc, Mỹ Hưng, Mỹ Trung vào huyện Bình Lục.
Ngày 12 tháng 1 năm 1984, Quyết định số 5-HĐBT về việc sáp nhập xã Mỹ Trung và xã Mỹ Phúc thuộc huyện Bình Lục vào thành phố Nam Định.
Ngày 23 tháng 4 năm 1985, Hội đồng Bộ trưởng Quyết định số 142-HĐBT về việc:
- Chia phường Trường Thi thành phường Trường Thi và phường Văn Miếu.
- Chia phường Năng Tĩnh thành phường Năng Tĩnh và phường Ngô Quyền.
- Chia phường Cửa Bắc thành phường Cửa Bắc và phường Bà Triệu.
- Chia phường Vị Xuyên thành phường Vị Xuyên và phường Vị Hoàng.
- Chia phường Trần Tế Xương thành phường Trần Tế Xương và phường Hạ Long.

Ngày 26 tháng 12 năm 1991, Quốc hội ban hành Nghị quyết về việc chia tỉnh Hà Nam Ninh thành tỉnh Nam Hà và tỉnh Ninh Bình. Khi đó, thành phố Nam Định là tỉnh lỵ của tỉnh Nam Hà.
Ngày 6 tháng 11 năm 1996, Quốc hội ban hành Nghị quyết về việc:
- Chia tỉnh Nam Hà thành tỉnh Nam Định và tỉnh Hà Nam. Khi đó, thành phố Nam Định là tỉnh lỵ của tỉnh Nam Định.
- Chuyển 7 xã: Mỹ Thuận, Mỹ Tiến, Mỹ Hà, Mỹ Thịnh, Mỹ Thành, Mỹ Thắng, Mỹ Hưng thuộc huyện Bình Lục của tỉnh Hà Nam về thành phố Nam Định quản lý.

Ngày 2 tháng 1 năm 1997, Chính phủ ban hành Nghị định số 1-CP về việc sáp nhập xã Nam Phong và xã Nam Vân của huyện Nam Ninh vào thành phố Nam Định.
Thành phố Nam Định có diện tích tự nhiên 6.760 ha và 263.600 nhân khẩu, bao gồm 25 phường, xã.
Ngày 26 tháng 2 năm 1997, Chính phủ ban hành Nghị định số 19-CP về việc thành lập huyện Mỹ Lộc trên cơ sở 7.897,72 ha diện tích tự nhiên và 74.354 nhân khẩu, có 11 đơn vị hành chính trực thuộc, bao gồm 11 xã: Mỹ Trung, Mỹ Hưng, Mỹ Hà, Mỹ Thắng, Mỹ Thịnh, Mỹ Tiến, Mỹ Thuận, Mỹ Thành, Mỹ Tân, Lộc Hòa của thành phố Nam Định.
Thành phố Nam Định sau khi điều chỉnh địa giới hành chính còn lại 3.887,02 ha diện tích tự nhiên và 232.640 nhân khẩu, bao gồm 15 phường, 6 xã.
Ngày 6 tháng 9 năm 1997, Chính phủ ban hành Nghị định số 95/1997/NĐ-CP về việc sáp nhập xã Lộc Hòa của huyện Mỹ Lộc vào thành phố Nam Định.
Thành phố Nam Định có 4.545,14 ha diện tích tự nhiên và 240.784 nhân khẩu, bao gồm 15 phường: Hạ Long, Trần Tế Xương, Vị Xuyên, Vị Hoàng, Phan Đình Phùng, Nguyễn Du, Quang Trung, Ngô Quyền, Bà Triệu, Năng Tĩnh, Cửa Bắc, Trần Hưng Đạo, Trường Thi, Văn Miêu, Trần Đăng Ninh và 7 xã: Nam Vân, Nam Phong, Lộc Vượng, Lộc Hạ, Mỹ Xá, Lộc An, Lộc Hòa.
Huyện Mỹ Lộc có 7.239,01 ha diện tích tự nhiên và 65.247 nhân khẩu, bao gồm 10 xã: Mỹ Trọng, Mỹ Phúc, Mỹ Hưng, Mỹ Hà, Mỹ Thắng, Mỹ Thịnh, Mỹ Tiến, Mỹ Thuận, Mỹ Thành, Mỹ Tân.
Ngày 29 tháng 9 năm 1998, Thủ tướng Chính phủ ban hành Quyết định số 183/1998/QĐ-TTg về việc công nhận thành phố Nam Định là đô thị loại II thuộc tỉnh Nam Định.
Ngày 9 tháng 1 năm 2004, Chính phủ ban hành Nghị định số 17/2004/NĐ-CP về việc:
- Thành lập phường Lộc Vượng trên cơ sở 420,07 ha diện tích tự nhiên và 7.962 nhân khẩu của xã Lộc Vượng.
- Thành lập phường Lộc Hạ trên cơ sở 349,50 ha diện tích tự nhiên và 6.931 nhân khẩu của xã Lộc Hạ.
- Thành lập phường Thống Nhất trên cơ sở 36,53 ha diện tích tự nhiên và 1.200 nhân khẩu còn lại của xã Lộc Vượng; 0,60 ha diện tích tự nhiên và 221 nhân khẩu còn lại của xã Lộc Hạ; 13,70 ha diện tích tự nhiên và 1.464 nhân khẩu của phường Quang Trung; 18 ha diện tích tự nhiên và 4.193 nhân khẩu của phường Vị Hoàng.
- Thành lập phường Cửa Nam trên cơ sở 127,60 ha diện tích tự nhiên và 4.828 nhân khẩu của xã Nam Phong; 50 ha diện tích tự nhiên và 1.300 nhân khẩu của xã Nam Vân.
- Thành lập phường Trần Quang Khải trên cơ sở 90,60 ha diện tích tự nhiên và 8.489 nhân khẩu của phường Năng Tĩnh.

Thành phố Nam Định có 20 phường và 5 xã.
Ngày 28 tháng 11 năm 2011, Thủ tướng Chính phủ ban hành Quyết định số 2106/QĐ-TTg về việc công nhận thành phố Nam Định là đô thị loại I thuộc tỉnh Nam Định.
Ngày 16 tháng 7 năm 2019, Ủy ban Thường vụ Quốc hội ban hành Nghị quyết số 721/NQ-UBTVQH14 (nghị quyết có hiệu lực từ ngày 1 tháng 9 năm 2019) về việc:
- Thành lập phường Lộc Hòa trên cơ sở toàn bộ 6,43 km² diện tích tự nhiên và dân số 9.681 người của xã Lộc Hòa.
- Thành lập phường Mỹ Xá trên cơ sở toàn bộ 6,22 km² diện tích tự nhiên và dân số 18.644 người của xã Mỹ Xá.

Thành phố Nam Định có 22 phường và 3 xã.
Ngày 5 tháng 5 năm 2024, Thủ tướng Chính phủ ban hành Quyết định số 379/QĐ-TTg về việc công nhận thành phố Nam Định (dự kiến mở rộng địa giới hành chính), tỉnh Nam Định đạt tiêu chí đô thị loại II.
Theo đó, công nhận TP. Nam Định dự kiến mở rộng địa giới hành chính đạt tiêu chí đô thị loại II có phạm vi 120,90 km² bao gồm toàn bộ ranh giới hành chính TP. Nam Định hiện hữu và huyện Mỹ Lộc hiện hữu với 36 đơn vị hành chính cấp xã. Khu vực nội thị dự kiến có diện tích là 56,38 km², bao gồm các phường hiện hữu và khu vực dự kiến thành lập 4 phường. Khu vực ngoại thị dự kiến có diện tích là 64,52 km², bao gồm 9 xã còn lại của huyện Mỹ Lộc: Mỹ Hà, Mỹ Trung, Mỹ Phúc, Mỹ Thành, Mỹ Tiến, Mỹ Thắng, Mỹ Tân, Mỹ Thịnh, Mỹ Thuận.
Ngày 23 tháng 7 năm 2024, Ủy ban Thường vụ Quốc hội ban hành Nghị quyết số 1104/NQ-UBTVQH15 về việc sắp xếp đơn vị hành chính cấp huyện, cấp xã trên địa bàn tỉnh Nam Định (nghị quyết có hiệu lực từ ngày 1 tháng 9 năm 2024). Theo đó:
- Sáp nhập toàn bộ 74,49 km² diện tích tự nhiên và 84.045 người của huyện Mỹ Lộc (bao gồm thị trấn Mỹ Lộc và 10 xã: Mỹ Hà, Mỹ Hưng, Mỹ Phúc, Mỹ Tân, Mỹ Thắng, Mỹ Thành, Mỹ Thịnh, Mỹ Thuận, Mỹ Tiến, Mỹ Trung) vào thành phố Nam Định.
- Thành lập 2 phường Nam Phong và Nam Vân từ 2 xã có tên tương ứng.
- Thành lập phường Hưng Lộc trên cơ sở sáp nhập thị trấn Mỹ Lộc và xã Mỹ Hưng.
- Sáp nhập phường Văn Miếu và xã Lộc An vào phường Trường Thi.
- Sáp nhập phường Hạ Long và phường Thống Nhất vào phường Quang Trung.
- Sáp nhập phường Trần Tế Xương và phường Vị Hoàng vào phường Vị Xuyên.
- Sáp nhập phường Nguyễn Du và phường Phan Đình Phùng vào phường Trần Hưng Đạo.
- Sáp nhập phường Ngô Quyền và phường Trần Quang Khải vào phường Năng Tĩnh.
- Sáp nhập phường Bà Triệu và phường Trần Đăng Ninh vào phường Cửa Bắc.
- Thành lập xã Mỹ Lộc trên cơ sở sáp nhập 3 xã: Mỹ Thành, Mỹ Thịnh và Mỹ Tiến.

Sau khi sắp xếp, thành phố Nam Định có diện tích 120,90 km² và quy mô dân số 364.181 người, với 14 phường và 7 xã như hiện nay.

## Kinh tế
Từ năm 2008 đến nay, tốc độ phát triển kinh tế năm sau cao hơn năm trước, đạt bình quân 14,32%/năm; cơ cấu kinh tế chuyển dịch đúng hướng, tỷ trọng công nghiệp - xây dựng và dịch vụ tăng (98,69%), tỷ trọng nông nghiệp (1,31%), tổng giá trị hàng hóa xuất khẩu của thành phố chiếm 95% xuất khẩu của tỉnh, tăng bình quân 19%/năm. Năm 2013, tổng thu ngân sách đạt hơn 1.313 tỷ đồng (tăng gấp hai lần so với năm 2011). Năm 2016, thu nhập bình quân đầu người gần 69 triệu đồng/người.

### Thương mại

#### Chợ Thành Nam (xưa)

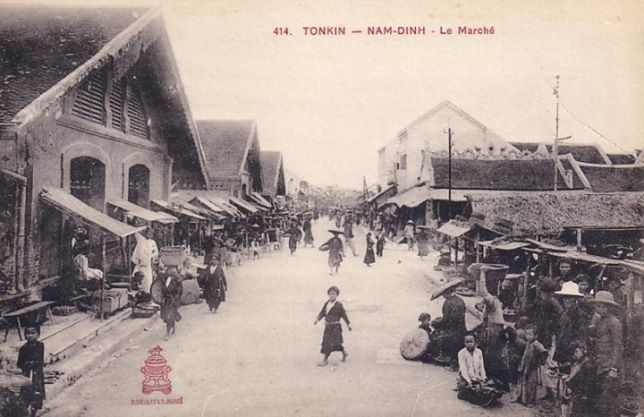
Một khu họp chợ ở thành phố Nam Định thời Pháp thuộc, tiền thân của Chợ Rồng ngày nay

Vốn là một đô thị đã có từ lâu đời, thành phố Nam Định được biết đến như một đầu mối giao thương hàng hoá ở Bắc bộ. Trong quá trình lịch sử phát triển trên địa bàn thành phố Nam Định đã hình thành một hệ thống chợ đầy đủ và quy mô phục vụ cho phát triển thương mại ở nơi đây. Tiêu biểu nhất phải kể đến là chợ Rồng và chợ Mỹ Tho nằm ở trung tâm thành phố, cũng là hai chợ cấp 1 của tỉnh Nam Định.
- Chợ Rồng là một trong những chợ lớn và có lịch sử lâu đời ở Bắc Kỳ (cùng với chợ Đồng Xuân - Hà Nội, chợ Sắt - Hải Phòng). Chợ Rồng được xây dựng từ năm 1922 do kỹ sư người Pháp từng thiết kế tháp Eiffel và cầu Long Biên thiết kế. Năm 1991 chợ Rồng bị cháy lớn (trước đó từng bị ảnh hưởng của bom Mỹ) và bị hư hỏng nặng, phải phá bỏ hoàn toàn để xây dựng lại ngay trên nền xưa. Theo Quyết định số 012/2007/QĐ-BCT về việc quy hoạch tổng thể phát triển mạng lưới chợ Việt Nam, Chợ Rồng Nam Định có diện tích 10 000 m2.
- Chợ Mỹ Tho là một trung tâm buôn bán lớn của tỉnh Nam Định. Đây là chợ đầu mối chuyên doanh các mặt hàng thực phẩm, công nghệ phẩm và hàng tiêu dùng.

Ngoài ra trên địa bàn thành phố còn có các chợ đầu mối như: Chợ Nguyễn Trãi, chợ đêm Phạm Ngũ Lão, chợ Lý Thường Kiệt; và các chợ truyền thống cấp 2: chợ Hoàng Ngân, chợ Cửa Trường, chợ Phù Long, chợ Đồng Tháp, chợ Năng Tĩnh, chợ Diên Hồng, chợ Văn Miếu, chợ Mỹ Trọng, chợ Kênh, chợ Năm Tầng, chợ Hạ Long, chợ Cầu Ốc, chợ Đò Quan, chợ Nam Vân, chợ Lộc An...

#### Trung tâm thương mại
Ngoài hệ thống chợ đã có từ lâu đời, trong phát triển theo hướng hiện đại, thành phố Nam Định đã quy hoạch và xây dựng các siêu thị, trung tâm thương mại đồng bộ đáp ứng nhu cầu mua sắm hiện đại của người dân.
Tiêu biểu như trung tâm thương mại GO! Nam Định, trung tâm thương mại Nam Định Tower, rạp phim Lotte Cinema Nam Định, Micom Nam Định, các chuỗi siêu thị khác như Thế giới Di động, siêu thị điện máy Media Mart, Pico, Điện máy Xanh,... tương lai là trung tâm thương mại Vincom Nam Định.

## Dân số
Dân số tính đến ngày 1/4/2019 là 236.294 người. 10% dân số theo đạo Thiên Chúa.
Thành phố Nam Định chưa mở rộng có diện tích 46,41 km² (4.641,41 ha), dân số tính đến ngày 31/12/2022 là 280.136 người (đã quy đổi).
Thành phố Nam Định mở rộng có diện tích 120,90 km² (12.090,28 ha), dân số tính đến ngày 31/12/2022 là 364.181 người (đã quy đổi).

## Văn hóa
TP. Nam Định có những nét riêng như những con phố nhỏ vào mùa hoa gạo, món ăn đặc sản địa phương hay tiếng còi tầm của nhà máy dệt. Cùng với các con phố cổ, hoa gạo được coi là loài cây đặc trưng của đất và người Nam Định. Khi nhắc đến thành phố Nam Định là nhắc tới những địa điểm văn hoá nổi bật như Hồ Vị Xuyên, ngã tư Cửa Đông, Văn Miếu, đền Trần, phố hoa Nguyễn Du, cửa hàng hoa Cửa Đông,... tất cả đã tạo cho Thành Nam một dáng vẻ quyến rũ.

### Kiến trúc và quy hoạch đô thị
Các phố lớn của Nam Định là Đại lộ Thiên Trường, Đông A, Trần Hưng Đạo, Võ Nguyên Giáp, Lê Đức Thọ, Trần Phú, Trường Chinh, Giải Phóng, Lê Hồng Phong, Điện Biên, Hàng Tiện, Nguyễn Du, Hùng Vương, Nguyễn Công Trứ, Phù Nghĩa... Tượng đài Hưng Đạo Đại Vương Trần Quốc Tuấn được đặt trước Nhà hát 3/2, bên bờ hồ Vị Xuyên của Thành phố. Cột cờ Thành Nam là một trong 3 cột cờ ở Việt Nam, mặt chính quay ra phố Tô Hiệu, mặt sau là đường Cột Cờ, được xây dựng từ thời Nguyễn vào năm 1833, đã được xếp hạng Di tích lịch sử Quốc gia năm 1962.
Gắn liền với lịch sử phát triển của Nam Định, cầu Đò Quan là một trong những điểm giao thông quan trọng nối hai bờ sông Đào. Bến Đò Quan đã từng là hải cảng lớn của xứ bắc (trước khi người Pháp xây dựng cảng Hải Phòng). Tàu của hãng Bạch Thái Bưởi chạy nhiều từ Nam Định đi khắp miền Bắc: Hà Nội, Hải Phòng, Vinh... và cả Sài Gòn. Hiện nay thay cho bến Đò Quan ngày xưa cây Cầu Đò Quan nối đôi bờ sông Đào. Từ cầu Đò Quan, về phía thượng lưu có cầu Tân Phong, phía hạ lưu có cầu Nam Định, hai cây cầu to lớn khép kín một vòng tròn đường vành đai S2 (bao gồm một phần QL10, một phần QL21B và đường Lê Đức Thọ). Nối liền với Thái Bình bằng cầu Tân Đệ qua sông Hồng.
Thành phố Nam Định có sự giao thoa giữa kiến trúc cổ điển Việt Nam, kiến trúc nhà liền kề mặt phố của đô thị cổ, kiến trúc Trung Hoa, kiến trúc phương Tây và kiến trúc hiện đại. Có thể chia thành phố Nam Định ngày nay thành ba khu vực: khu phố cổ, khu phố Pháp và các khu mới quy hoạch (Hòa Vượng, Hòa Xá, Cửa Nam, Thống Nhất, Mỹ Trung, khu TĐC Trầm Cá, khu TĐC Đồng Quýt, khu TĐC Phúc Trọng - Bãi Viên...).

### Khu phố cổ

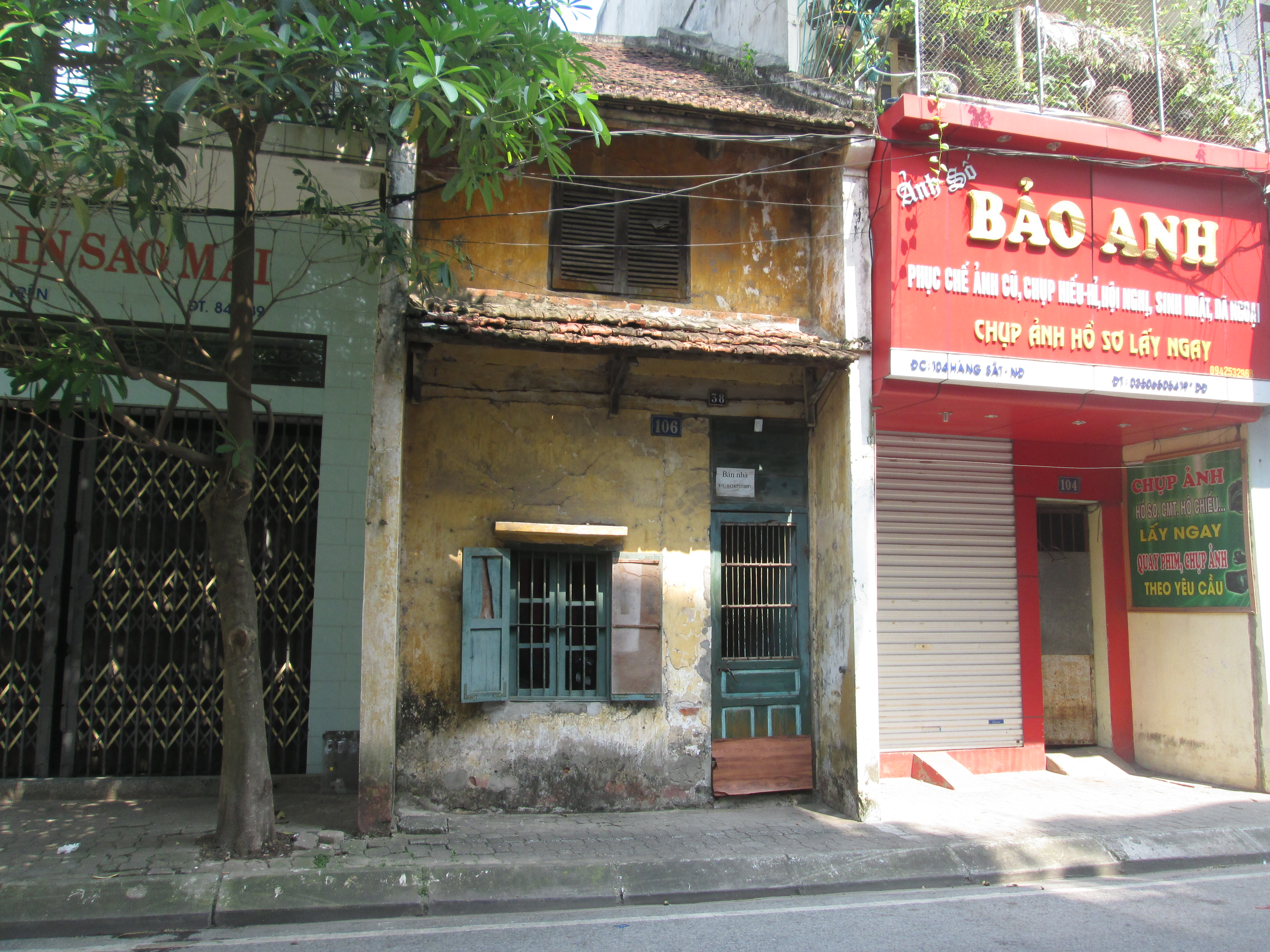
Phố cổ Thành Nam ngày nay. Ảnh chụp phố Hàng Sắt

Thành phố đã từng có 40 phố cổ mang tên "Hàng" như Hàng Sắt, Hàng Đồng, Hàng Cau, Hàng Rượu, Hàng Thao, Hàng Mâm, Hàng Bát...
Thành phố Nam Định chủ yếu nằm ở phía bắc sông Đào (còn gọi là sông Nam Định). Nam Định là thành phố cổ thứ hai chỉ sau Hà Nội, có lịch sử xây dựng trước cả Phố Hiến và Hội An, nay đã hơn 750 tuổi. Nếu như Hà Nội xưa có 36 phố phường thì TP Nam Định cũng có 40 phố cổ. Những con phố nhỏ nằm ven bờ sông Đào mang dáng vẻ riêng gắn liền với hơn 750 năm phát triển của Thành Nam. Những phố cổ của Nam Định cũng như Hà Nội là các phố nghề như: Hàng Vàng, Hàng Bát, Hàng Kẹo, Hàng Mâm, Hàng Tiện, Hàng Nâu, Hàng Thao, Hàng Ghế, Hàng Sắt, Hàng Đồng, Hàng Vải Màn, Hàng Rượu, Hàng Sũ v.v... Hiện nay, một số phố không còn giữ lại được tên cổ như ở Hà Nội, và cũng không còn buôn bán những mặt hàng truyền thống tuy nhiên nó vẫn còn phần nào giữ được dáng vẻ cổ kính của nó. Hiện tại ở TP Nam Định còn một số phố mang tên gọi cổ là Hàng Tiện, Hàng Cấp, Hàng Cau, Hàng Thao, Hàng Đồng, Hàng Sắt, Bến Thóc, Bến Ngự, Cửa Trường, Tràng Thi,... còn lại phần lớn đã được đổi tên thành Hai Bà Trưng, Hoàng Văn Thụ, Bắc Ninh,... Thành phố đang phát triển mạnh lên phía bắc sông Vĩnh Giang và phía nam sông Đào.

### Khu phố Pháp

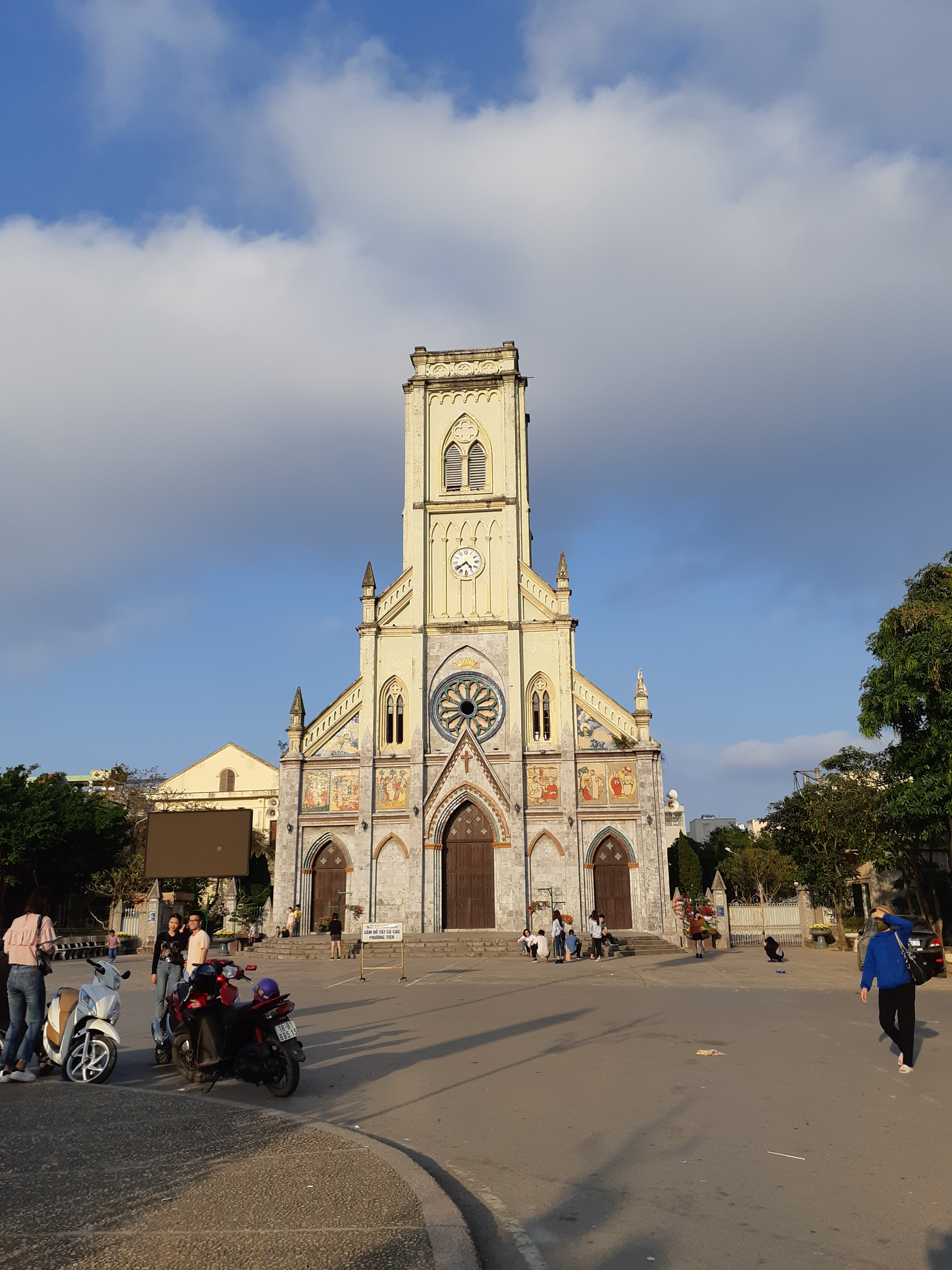
Nhà thờ Lớn ở trung tâm thành phố Nam Định

Từ sau khi thành lập chính phủ Đông Dương năm 1890, người Pháp ở Nam Định đã tách lãnh thổ hành chính thành phố Nam Định ra khỏi huyện Mỹ Lộc, tổ chức thành 12 phố rồi đặt lại tên cho các đường phố.

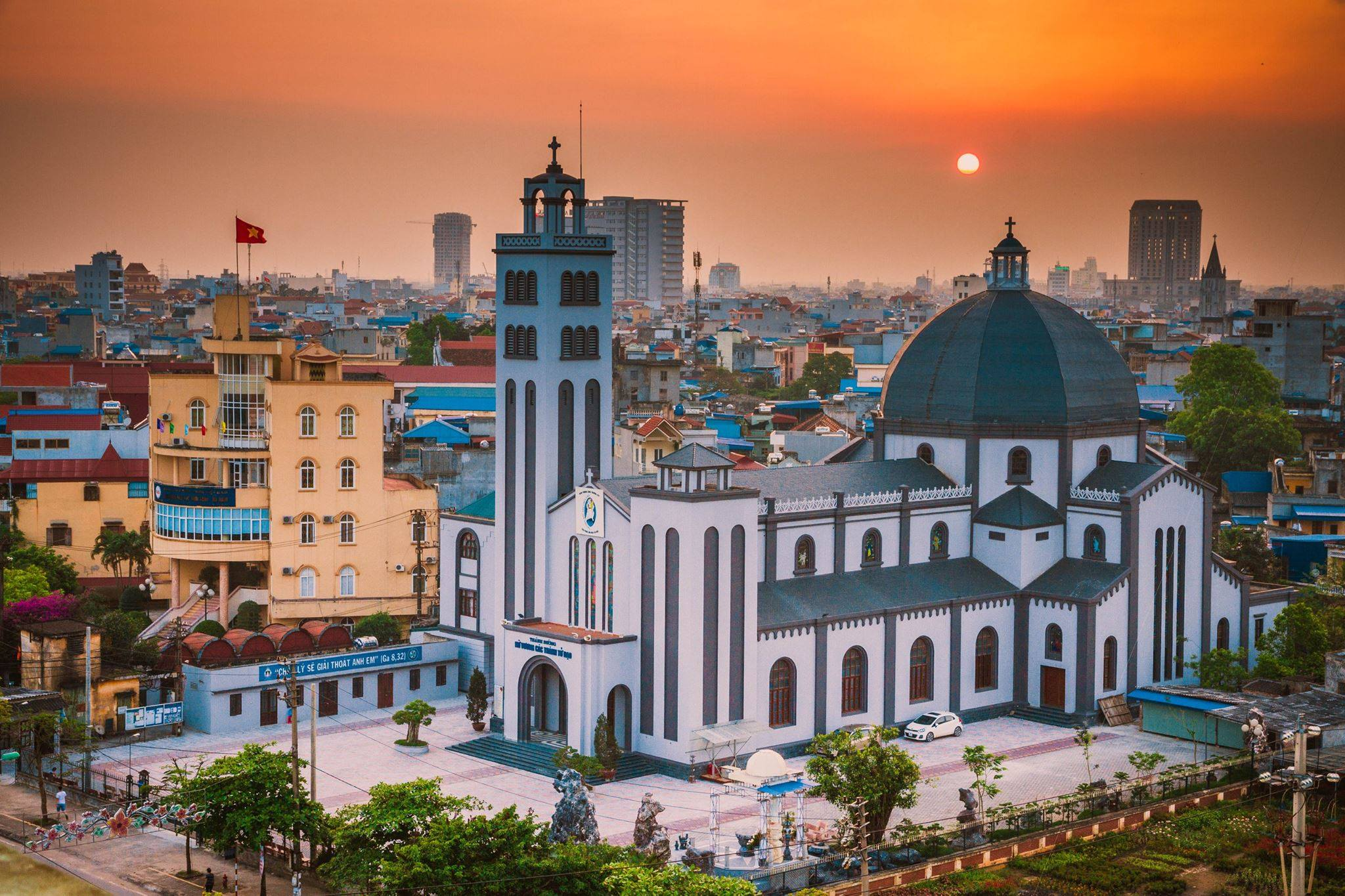
Hoàng hôn trên thành phố Dệt

Năm 1921, Pháp lập ra Thành phố Nam Định, quy hoạch thành 10 khu phố với 40 phố. Khi ấy, Pháp đã lập thêm phố mới sau khi bạt thành lấp hào như: Avenue Clémenceau (nay là Trần Phú), Boulevard Galliéni (nay là Hoàng Hoa Thám), Rue Francis Garnier (nay là Máy Tơ), Avenue Brière L isle (nay là Trần Quốc Toản), Boulevard Paul Bert (nay là Trần Hưng Đạo).

### Kiến trúc hiện đại

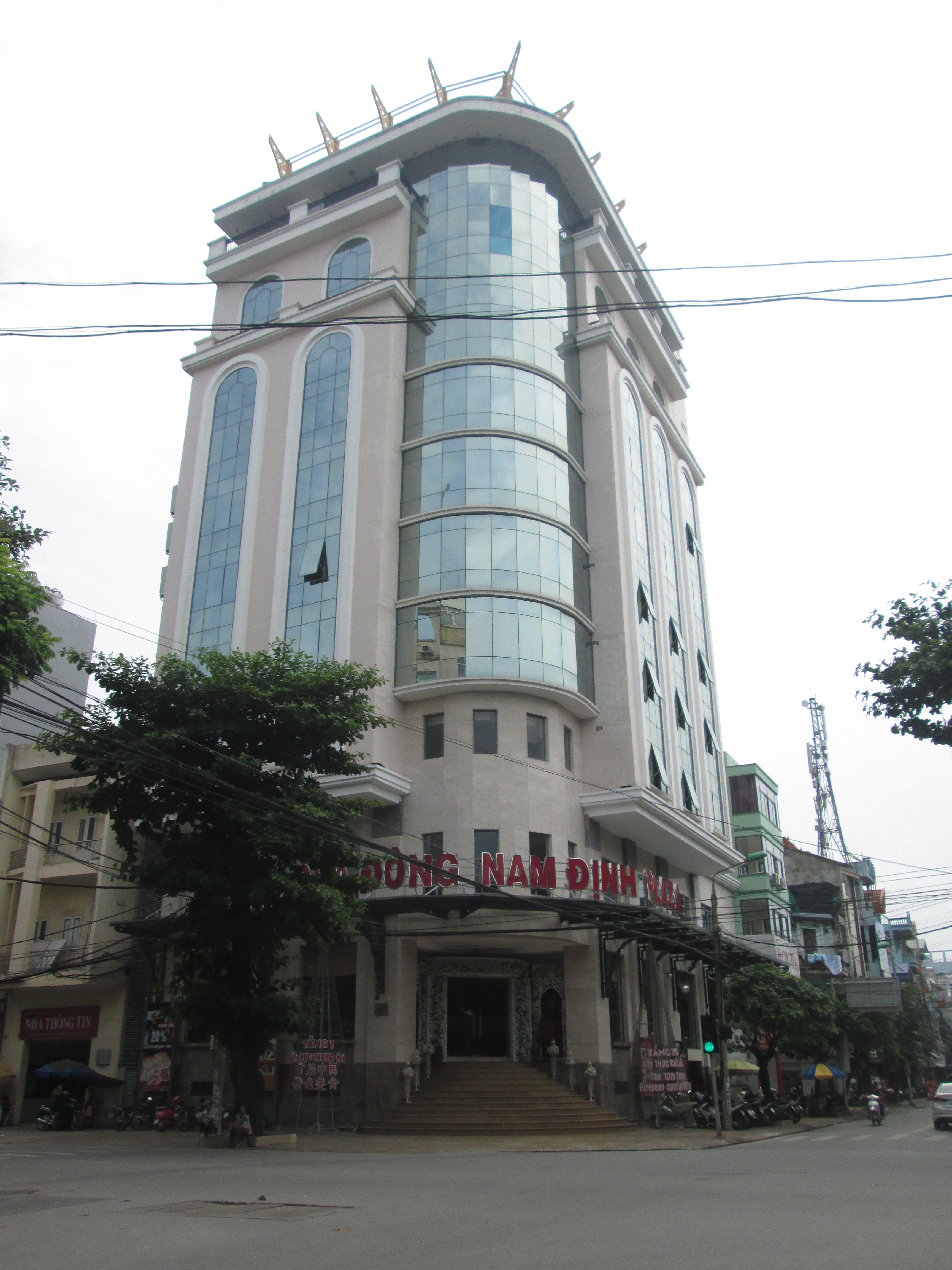
Cửa Đông Nam Định Plaza

Ngày nay chính quyền và nhân dân Nam Định đang xây dựng nhiều dự án đó là: khu đô thị mới Hoà Vượng, khu đô thị mới Thống Nhất, khu đô thị mới Mỹ Trung, khu đô thị mới Dệt may Nam Định, khách sạn 4 sao Nam Cường Nam Định, tổ hợp trung tâm thương thương mại chung cư cao cấp Nam Định Tower... đã nâng cấp công viên Vị Xuyên, Cung đường S2 nối tiếp 1/4 vòng tròn cùng cầu Tân Phong để hoàn thành đường vành đai hình tròn ôm gọn 50 km² nội đô thành phố hiện nay và các khu đô thị mới...
Giai đoạn 2017-2020: Xây dựng đường trục đô thị phía Nam sông Đào. Đoạn từ tỉnh lộ 490C đến cầu Tân Phong, hoàn thành khu đô thị dệt may, xây dựng khu hành chính trung tâm thành phố,...

### Thể thao
Thành phố Nam Định là trung tâm thể thao lớn vùng Nam Đồng bằng sông Hồng, đã từng được chọn là một trong những điểm thi đấu của SeaGames 22 với số môn thi đấu nhiều thứ 3 (sau TP. Hà Nội và TP. Hồ Chí Minh). Từ năm 1941 đội Cotonkin của Nam Định đã vô địch Đông Dương trong giải đầu tiên. Câu lạc bộ bóng đá Nam Định đã nhiều lần thi đấu thành công ở giải Vô địch quốc gia Việt Nam (V.league 1) một lần vô địch năm 1985. Sân vận động Thiên Trường từng được giới thể thao đánh giá cao về quy mô và vẻ đẹp thẩm mỹ chỉ đứng sau SVĐ quốc gia Mỹ Đình. Ngoài ra còn có nhà thi đấu Trần Quốc Toản, bể bơi Trần Khánh Dư, trường đào tạo VĐV, Cung thể thao cấp vùng với nhà thi đấu đa năng 4000 chỗ ngồi và bể bơi có mái che với 1000 chỗ ngồi đạt tiêu chuẩn quốc tế. Nam Định cũng là nơi đăng cai chính, tổ chức nhiều môn thể thao nhất tại Đại hội TDTT toàn quốc lần thứ VII - 2014.

### Ẩm thực
Ẩm thực Nam Định được biết đến với món phở Nam Định nổi tiếng. Ngoài ra còn có các món đặc sản, ẩm thực được sản xuất từ Thành Nam như: bánh gai bà Thi, chuối ngự, kẹo Sìu Châu, bánh mì Ba Lan, bánh đậu xanh Hanh Tụ, nem nắm, bánh nhãn, bánh cuốn làng Kênh, xôi cá rô, xôi xíu, bánh xíu páo, bánh gối, sủi cảo, bánh xu kem.

## Du lịch

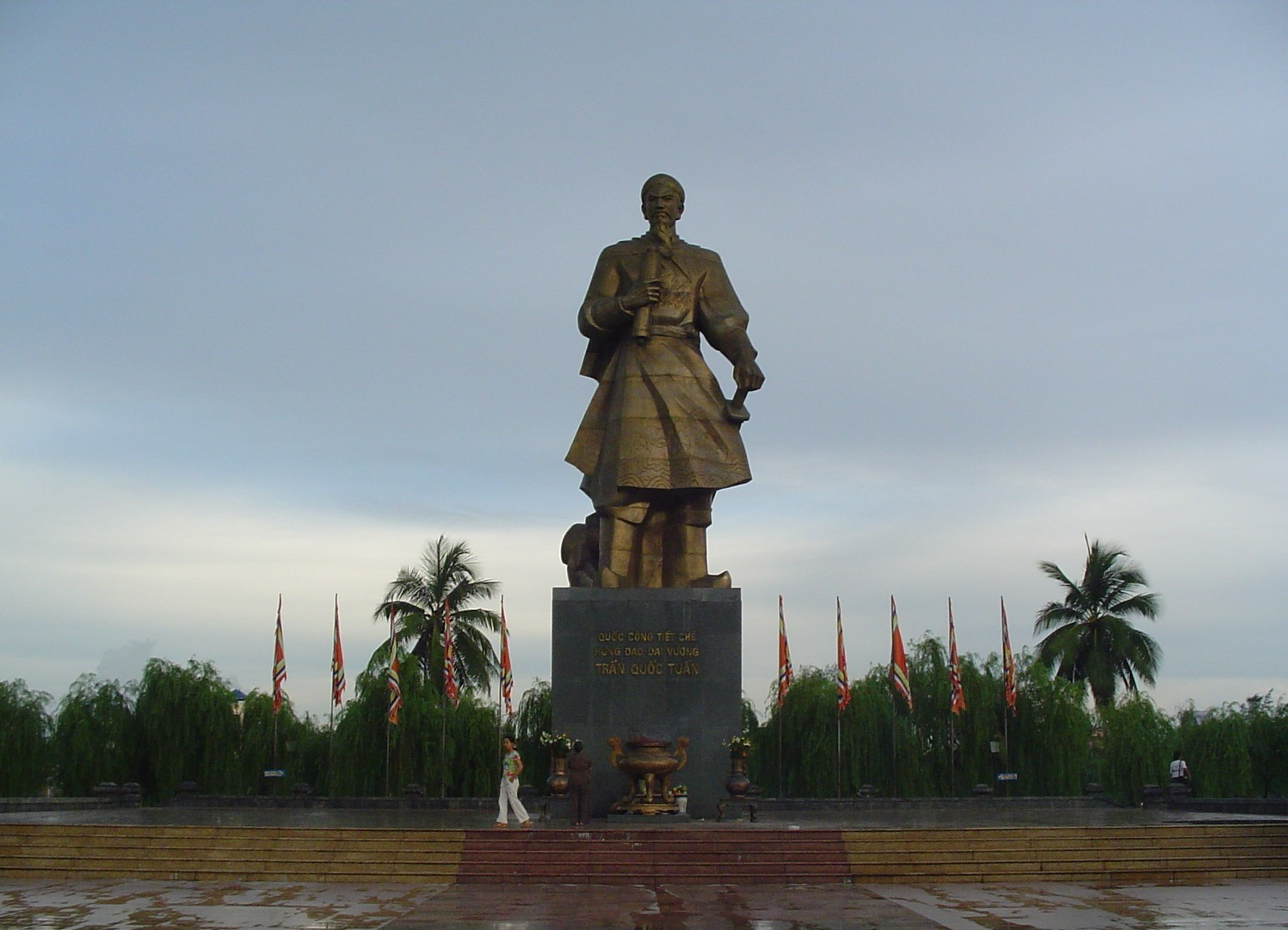
Tượng đài Trần Hưng Đạo

Quần thể di tích lịch sử - văn hóa Trần, Bảo tàng tỉnh Nam Định, cột cờ thành Nam Định, nhà số 7 phố Bến Ngự, khu chỉ huy sở nhà máy Dệt, bảo tàng Dệt - May Việt Nam, cửa hàng ăn uống dưới hầm, cửa hàng cắt tóc dưới hầm, tượng Hưng Đạo Đại Vương Trần Quốc Tuấn đặt trước Nhà hát 3/2, công viên Vị Xuyên, công viên văn hóa Tức Mặc,...

## Giao thông

### Đường bộ
Giao thông qua thành phố Nam Định dày đặc và thuận tiện:
- Quốc lộ 10: Từ thành phố Hải Phòng, tỉnh Thái Bình đi tỉnh Ninh Bình chạy qua thành phố.
- Quốc lộ 21B: Nối tỉnh Nam Định với Quốc lộ 1.
- Đường Hồ Chí Minh, quốc lộ 38B: Từ Hải Dương, Hưng Yên, Hà Nam xuống Nam Định, Ninh Bình.
- Quốc lộ 37 nối Hưng Yên với Nam Định, Thái Bình.
- Quốc lộ 21A đi Sơn Tây và các huyện Hải Hậu, Giao Thủy, Xuân Trường và bãi biển Quất Lâm, Đại lộ Thiên Trường đi Hà Nội.
- Tỉnh lộ 490 (đường 55) đi Nghĩa Hưng và bãi biển Thịnh Long.
- Xe buýt nội tỉnh Nam Định.

Từ ngoài có 13 tuyến đường xuyên tâm đi đến thành phố.

### Đường sắt
Thành phố Nam Định còn có tuyến đường sắt Bắc Nam chạy qua. Ga Nam Định là một trong những ga lớn trên tuyến đường sắt Bắc Nam, thuận tiện cho hành khách vùng nam đồng bằng đi đến các thành phố lớn trong cả nước như Hà Nội, Huế, Đà Nẵng, Thành phố Hồ Chí Minh.

### Đường thủy
Thành phố Nam Định nằm bên hữu ngạn sông Hồng, thuận tiện cho giao thông đường thủy và thuộc tỉnh có 72 km bờ biển.

## Thành phố kết nghĩa
- Thành phố Mỹ Tho, tỉnh Tiền Giang.

Tại thành phố Nam Định có đường Mỹ Tho ở khu đô thị mới Thống Nhất, chợ Mỹ Tho và ở thành phố Mỹ Tho cũng có một ngôi trường mang tên trường THCS Nam Định.
- Thành phố Prato, Toscana.[29]

Để thể hiện tình hữu nghị giữa hai thành phố, hai đất nước Ý – Việt, Nam Định đã đặt tên cho một công viên khang trang hiện đại tại cửa ngõ thành phố là "Công viên Prato". Ở thành phố Prato cũng có con đường mang tên Nam Định với 4 làn xe dài 1,8 km.

## Hình ảnh

### Thời Pháp thuộc

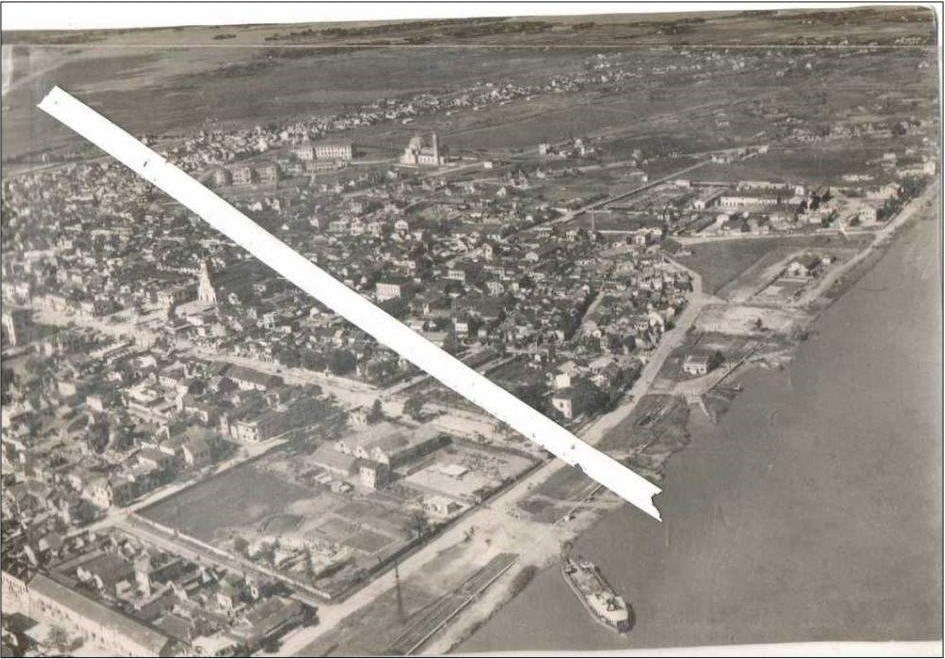
Thành phố Nam Định nhìn từ trên cao
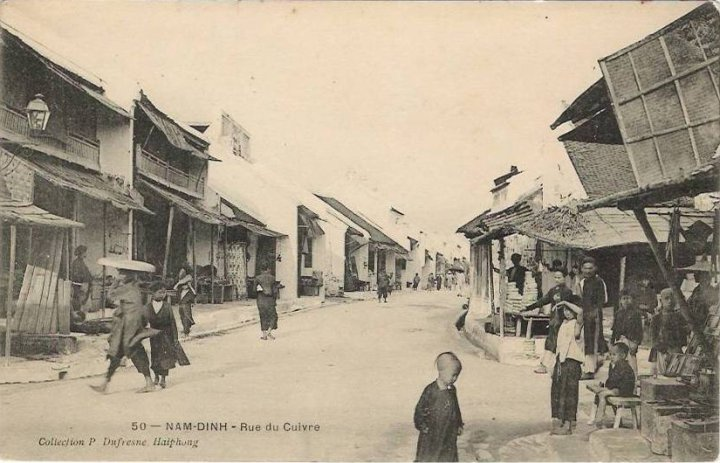
Các phố Hàng Đồng, Hàng Đường xưa. Nay là phố Hàng Đồng
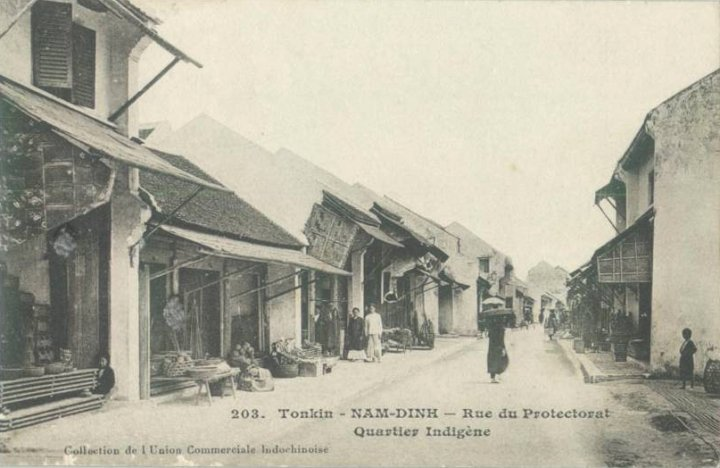
Các phố Hàng Nâu, Hàng Bát, Hàng Mâm, Hàng Song xưa. Nay là phố Minh Khai
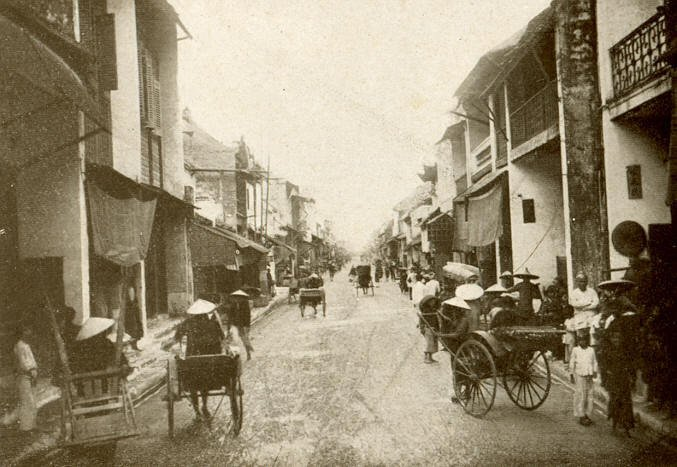
Khu phố của Hoa kiều
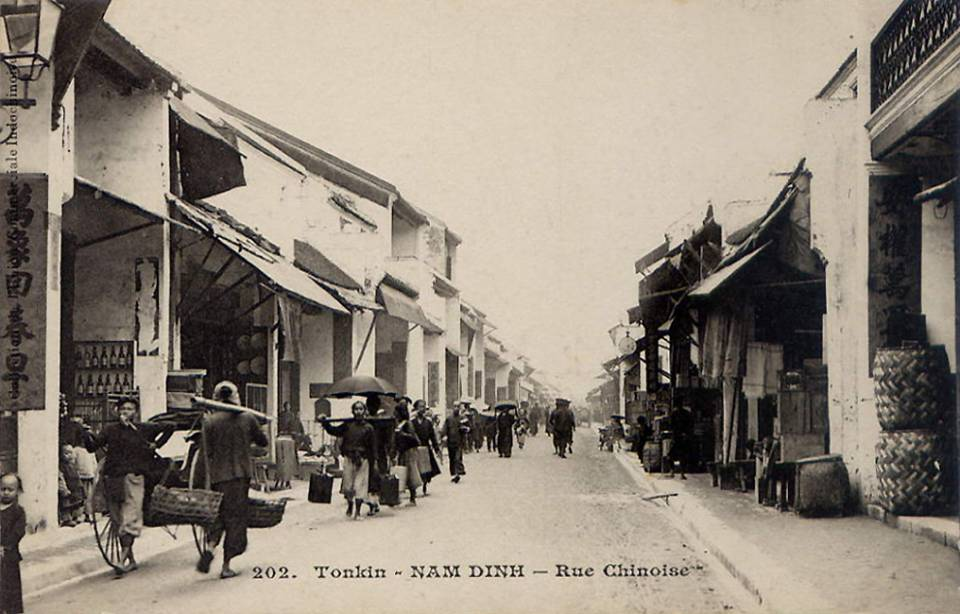
Khu phố Khách của Hoa kiều xưa, nay là phố Hoàng Văn Thụ
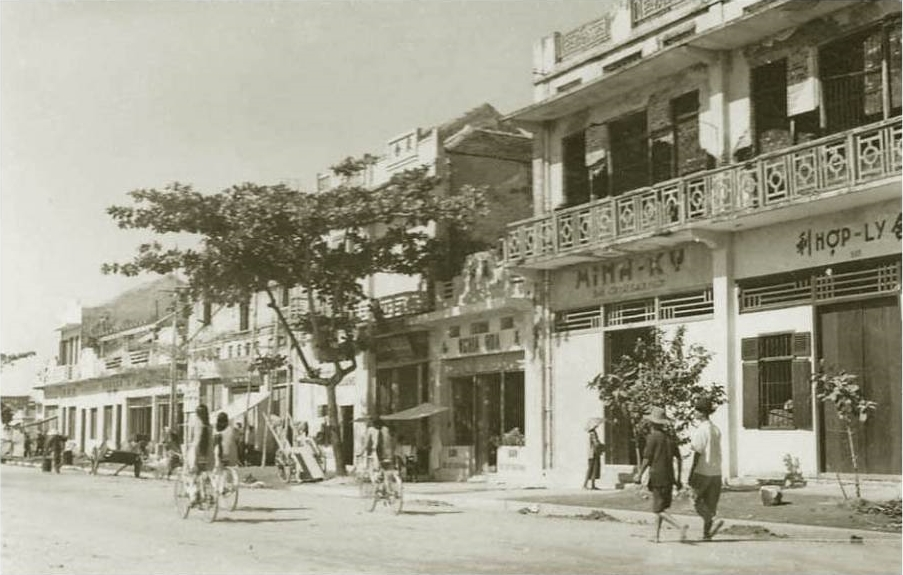
Đường Trần Hưng Đạo khi mới thành lập
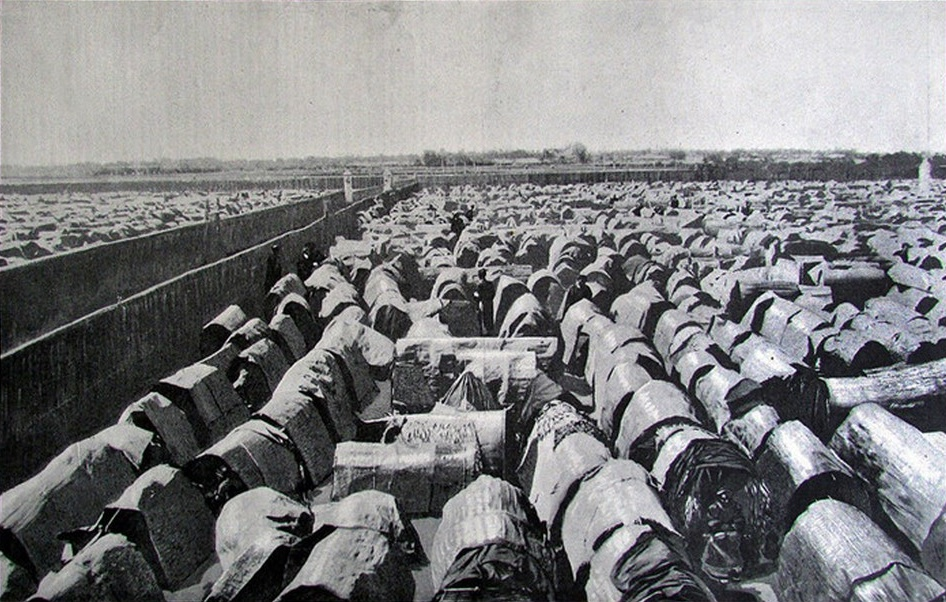
Trường thi Nam Định năm 1900
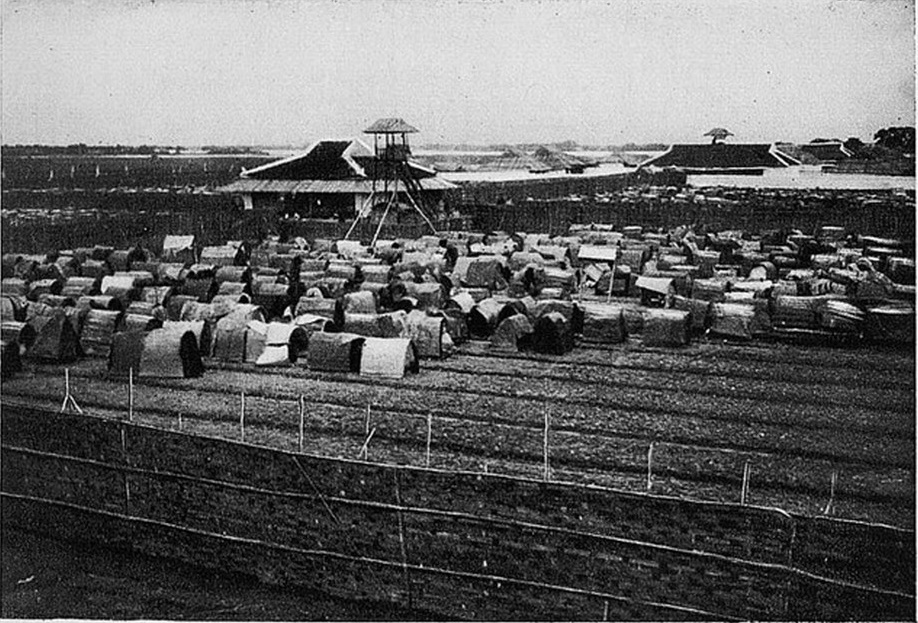
Cảnh lều chõng tại trường thi Nam Định
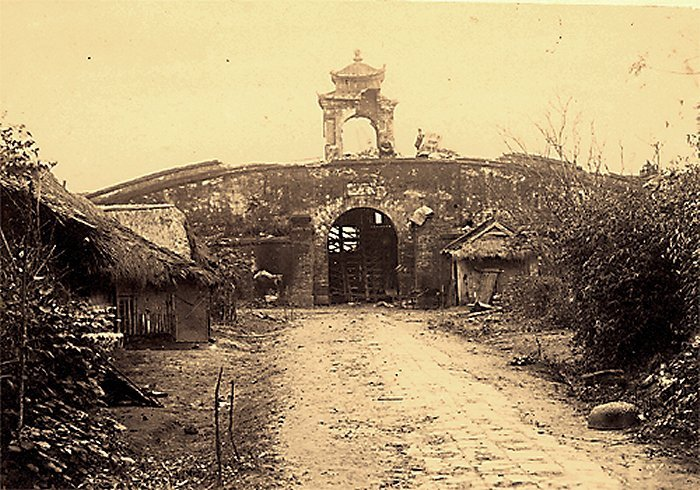
Một cổng của thành Nam Định, nay đã không còn
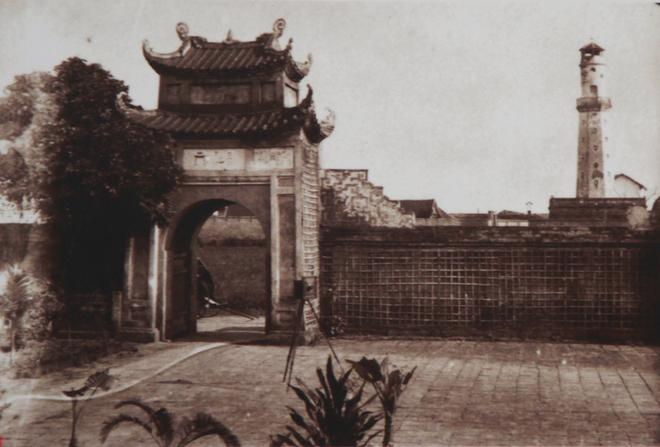
Ảnh chụp một góc tường thành Nam Định, nay đã bị phá hủy gần như toàn bộ
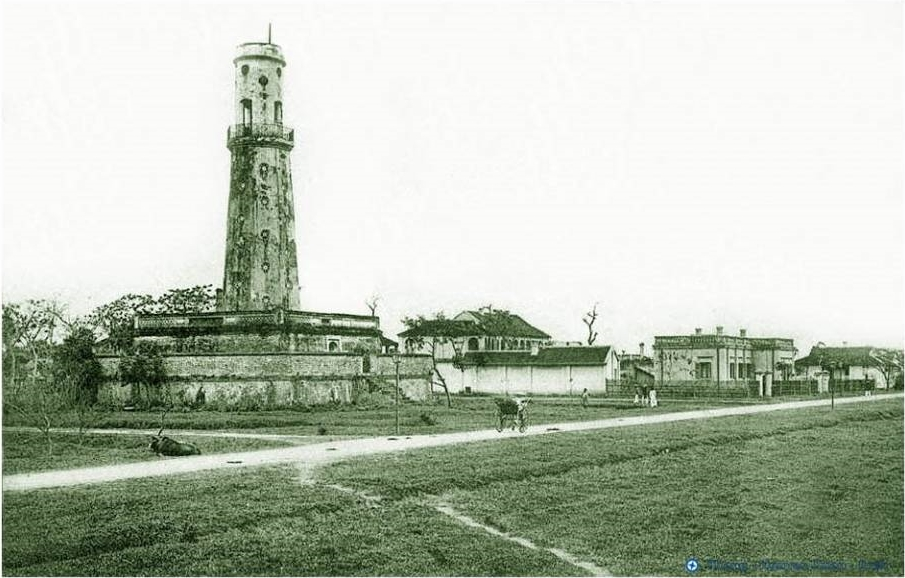
Cột cờ Nam Định
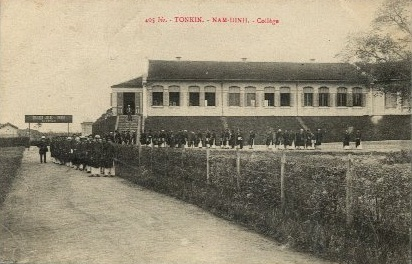
Một trường Cao đẳng tại thành phố Nam Định
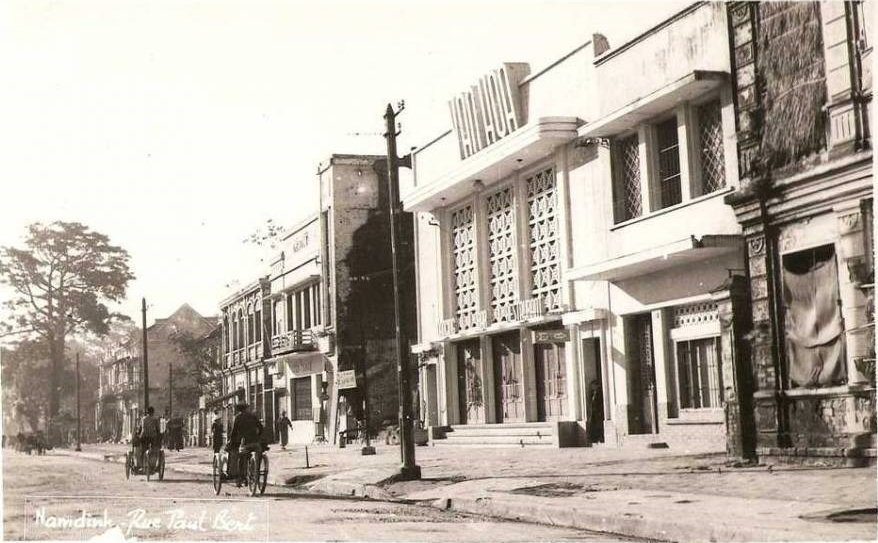
Rạp Văn Hóa xưa, nay là rạp Tháng Tám
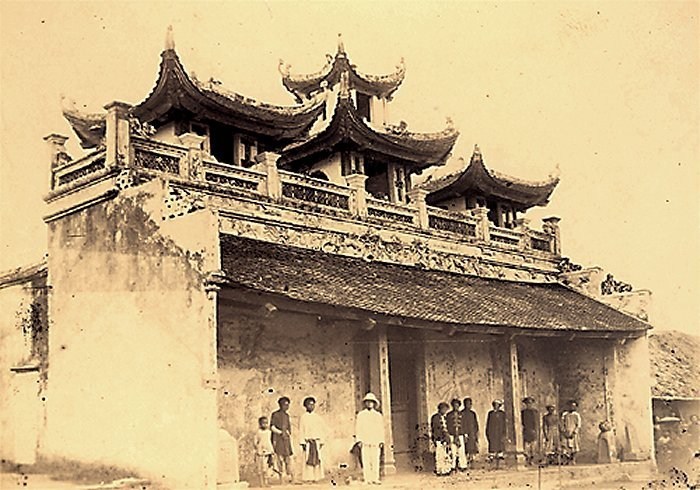
Đền chùa ở thành phố Nam Định
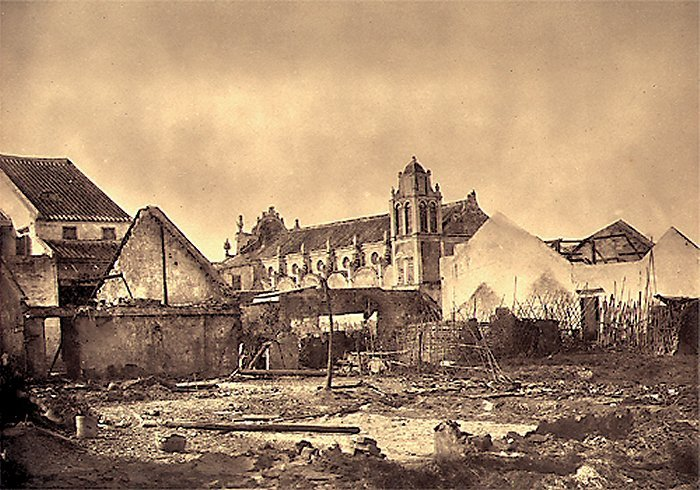
Nhà thờ thuộc Hội thừa sai Paris
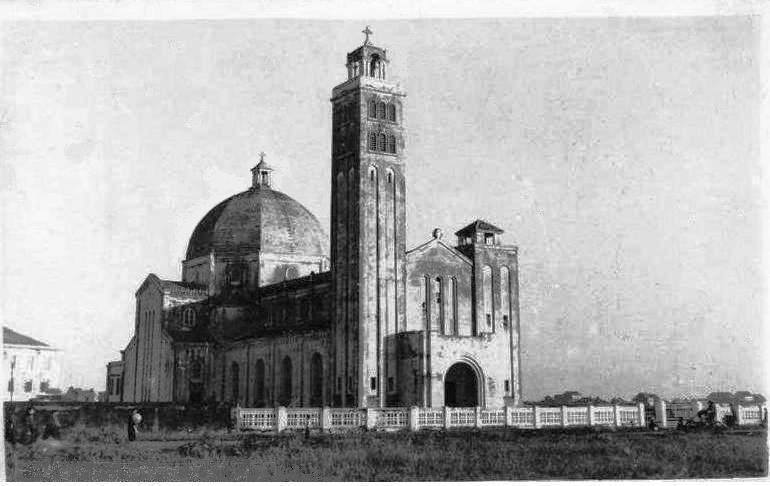
Nhà thờ Khoái Đồng xưa

### Hiện tại

Tháp Phổ Minh
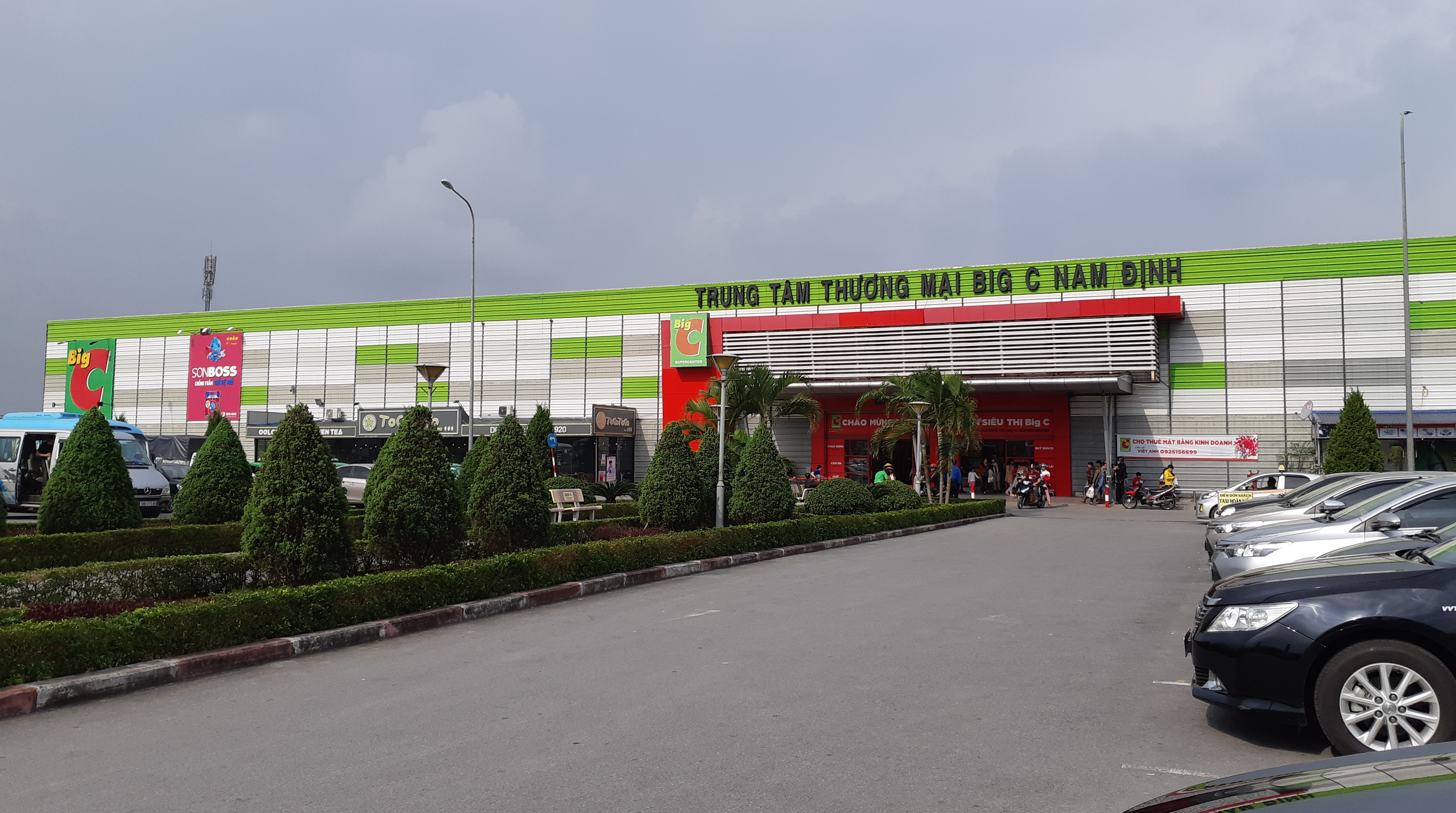
Trung tâm Thương mại Big C Nam Định
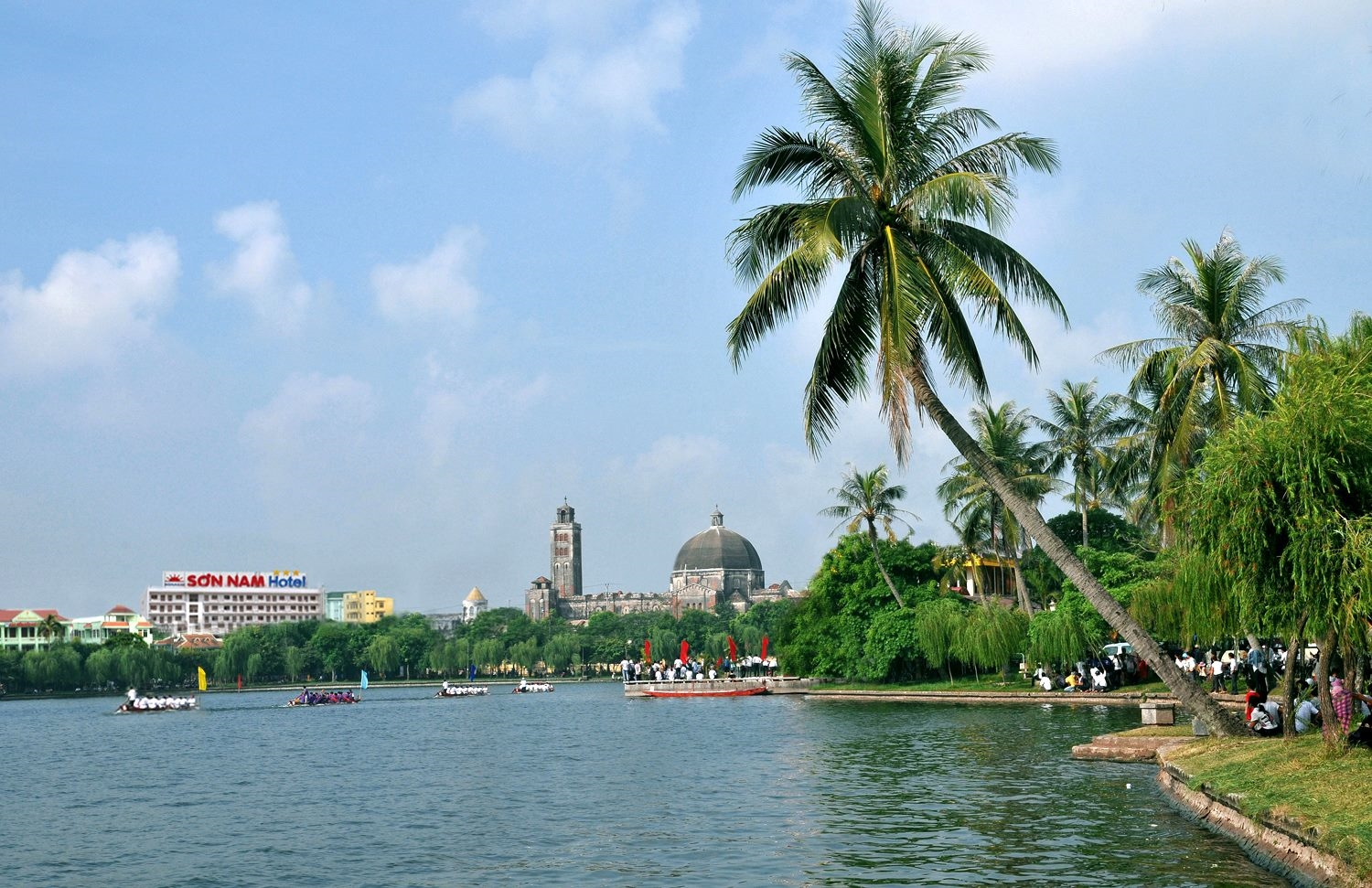
Khách sạn Sơn Nam và nhà thờ Khoái Đồng bên bờ hồ Vị Xuyên
Nhà thờ Khoái Đồng
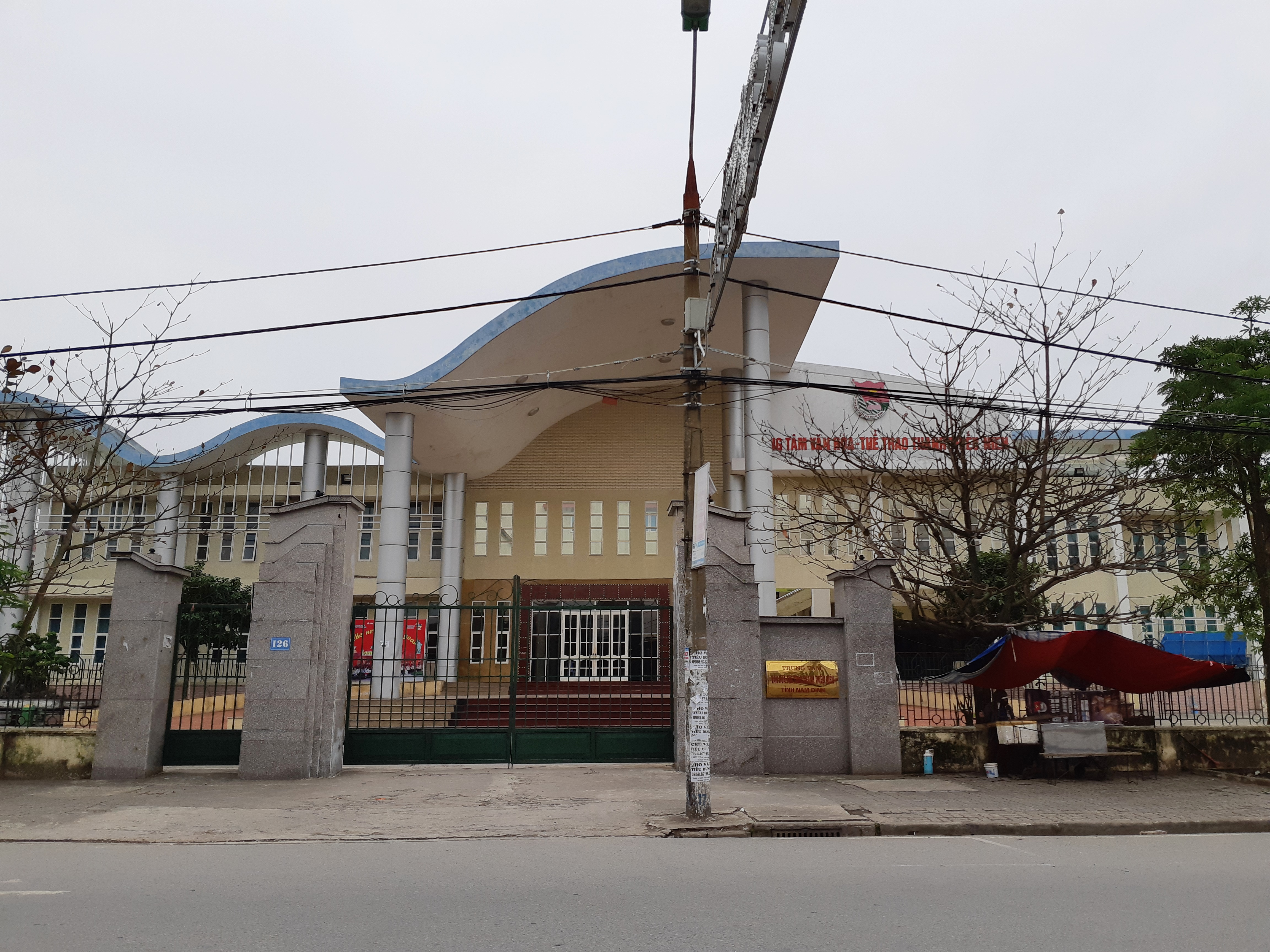
Trung tâm Văn hóa - Thể thao Thanh thiếu niên tỉnh Nam Định
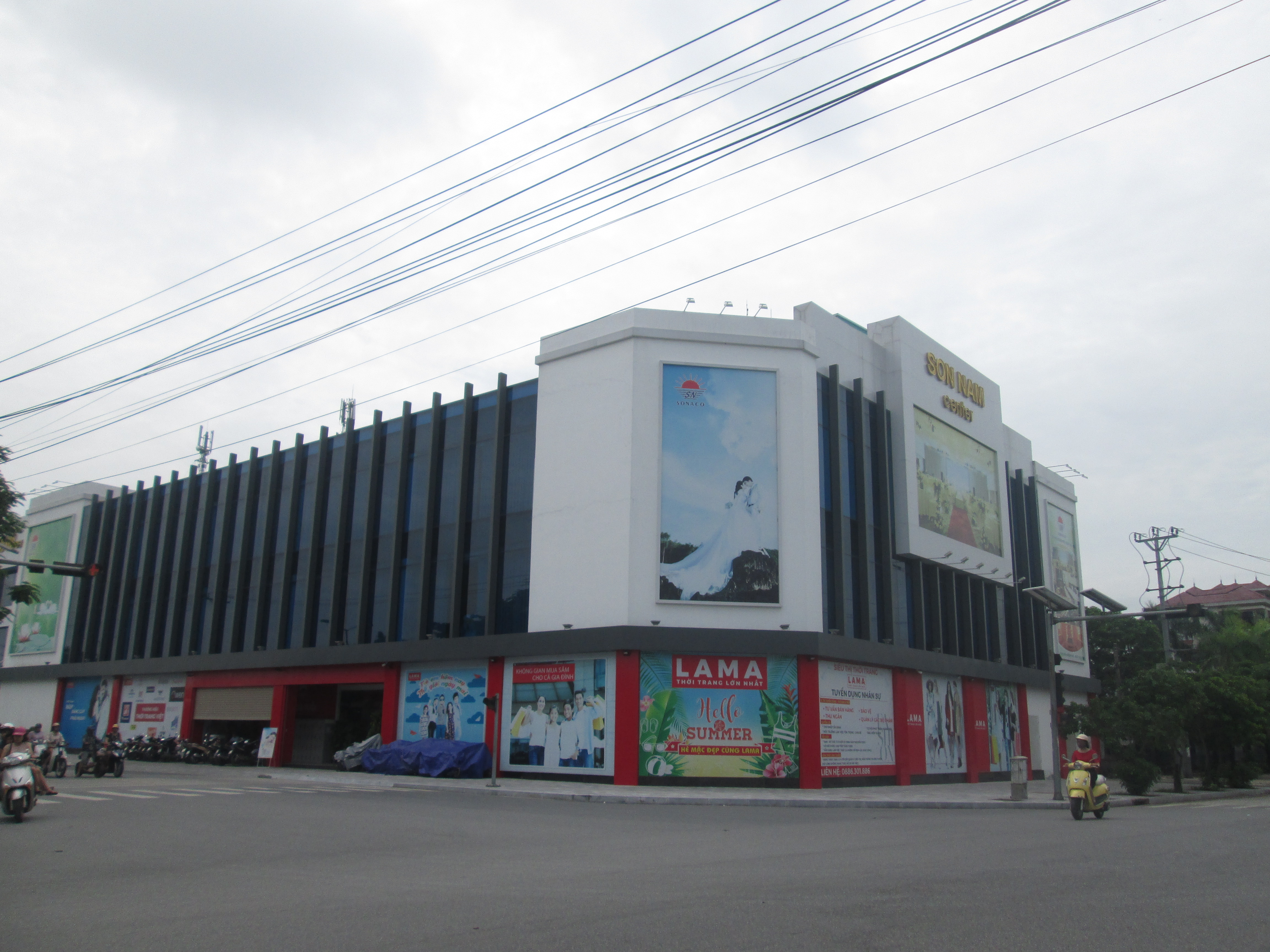
Tổ hợp Son Nam Center - Siêu thị thời trang LAMA
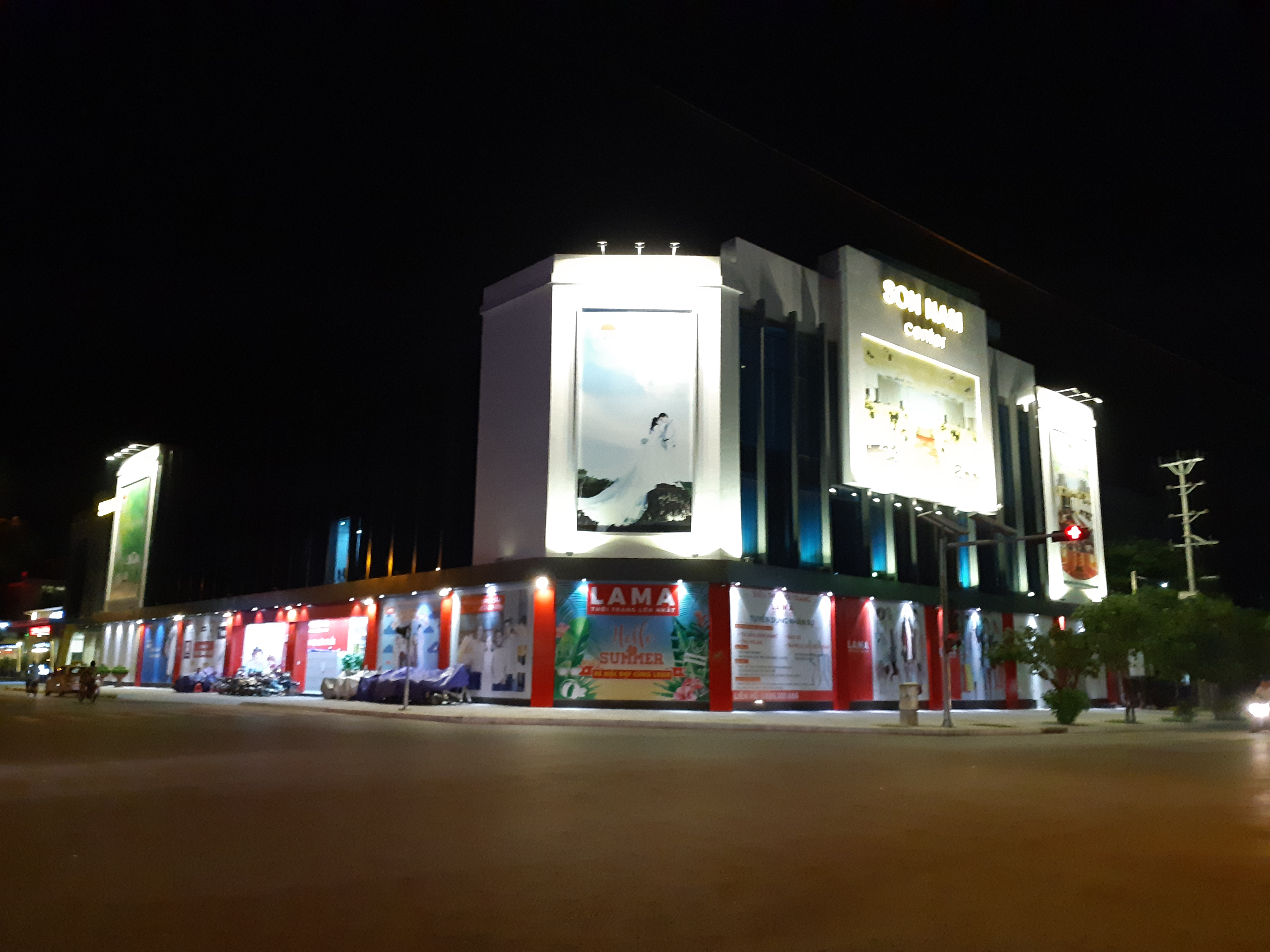
Son Nam Center - Siêu thị thời trang LAMA về đêm
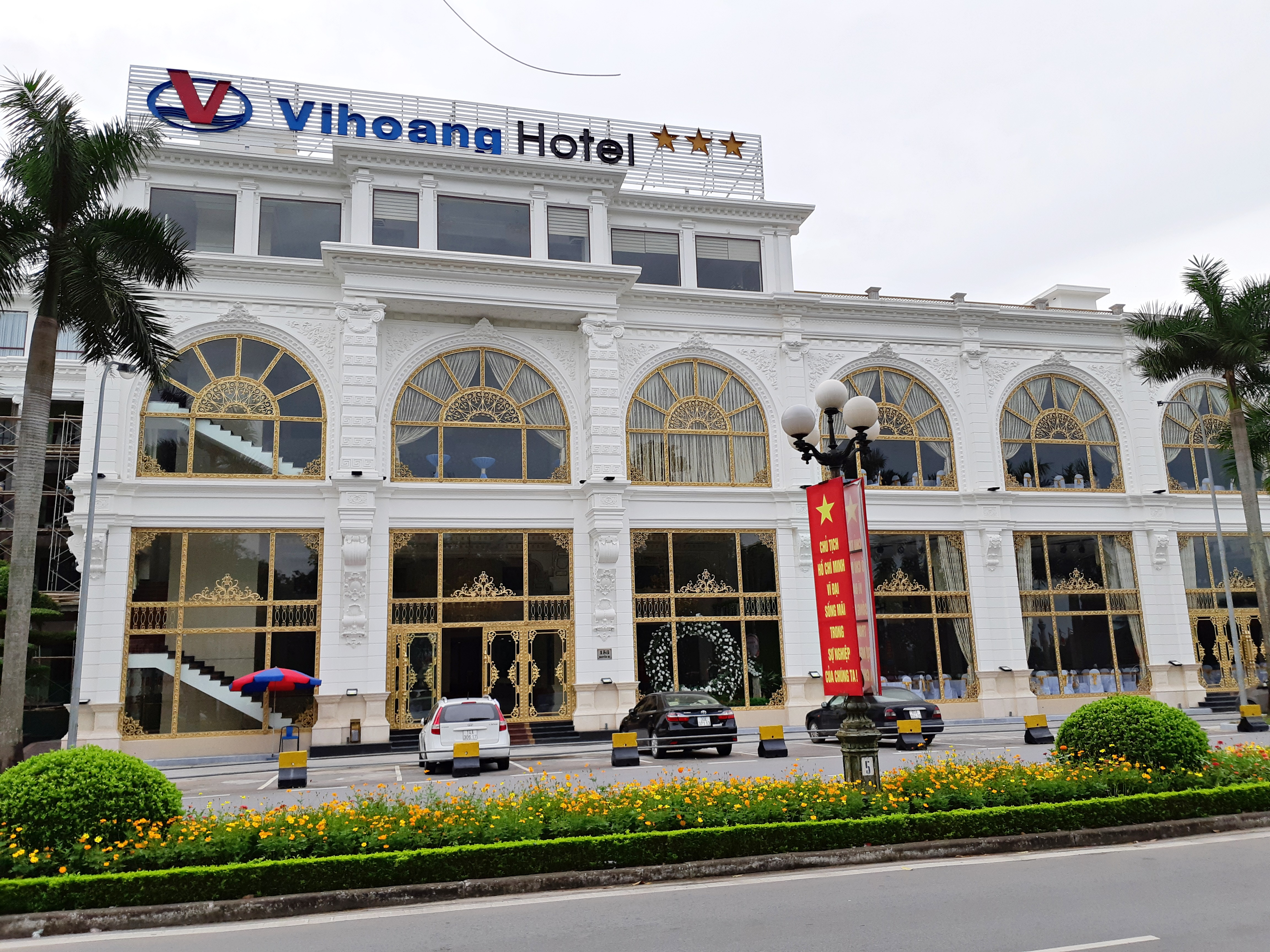
Khách sạn Vị Hoàng
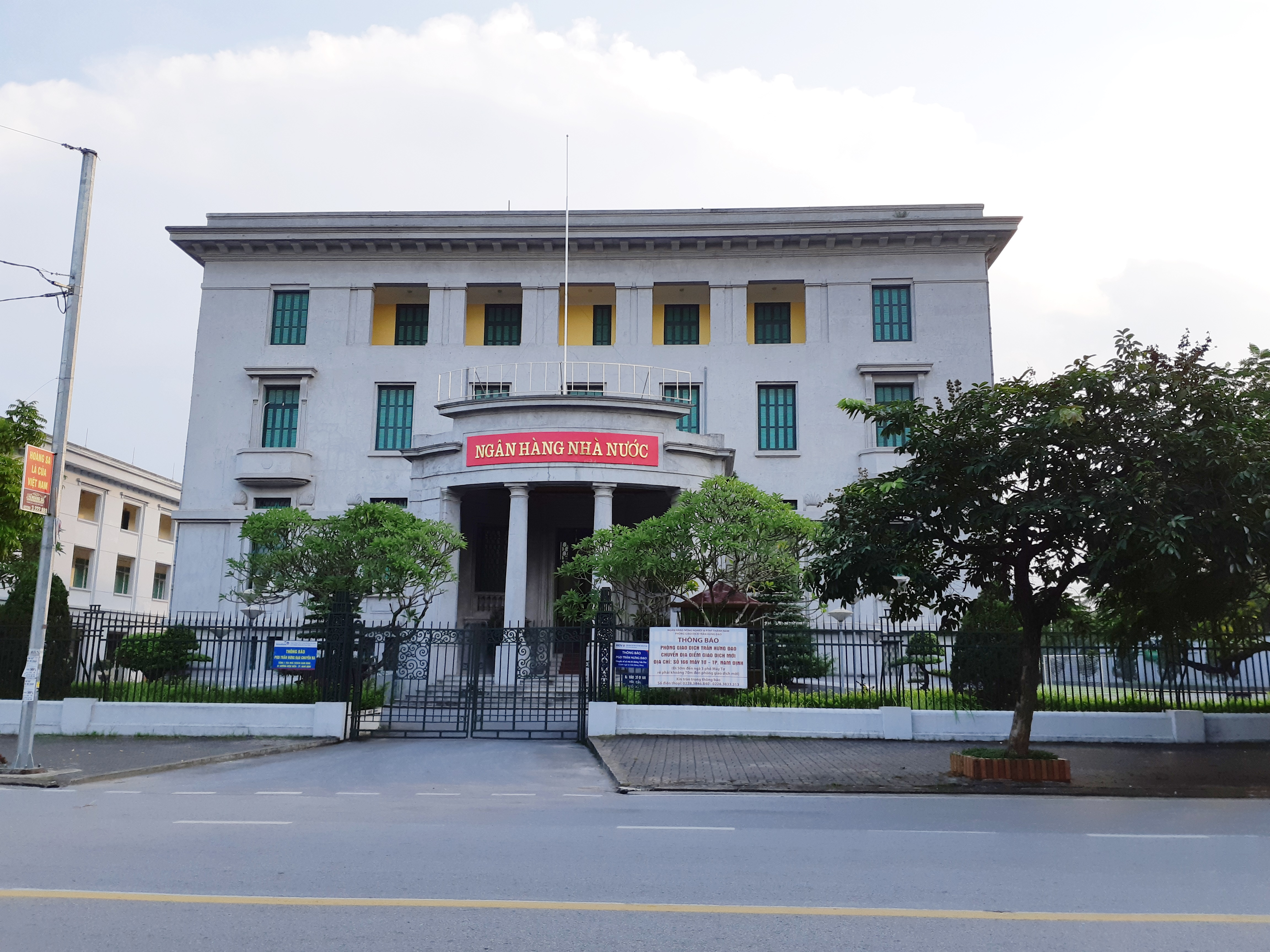
Ngân hàng Nhà nước chi nhánh Nam Định
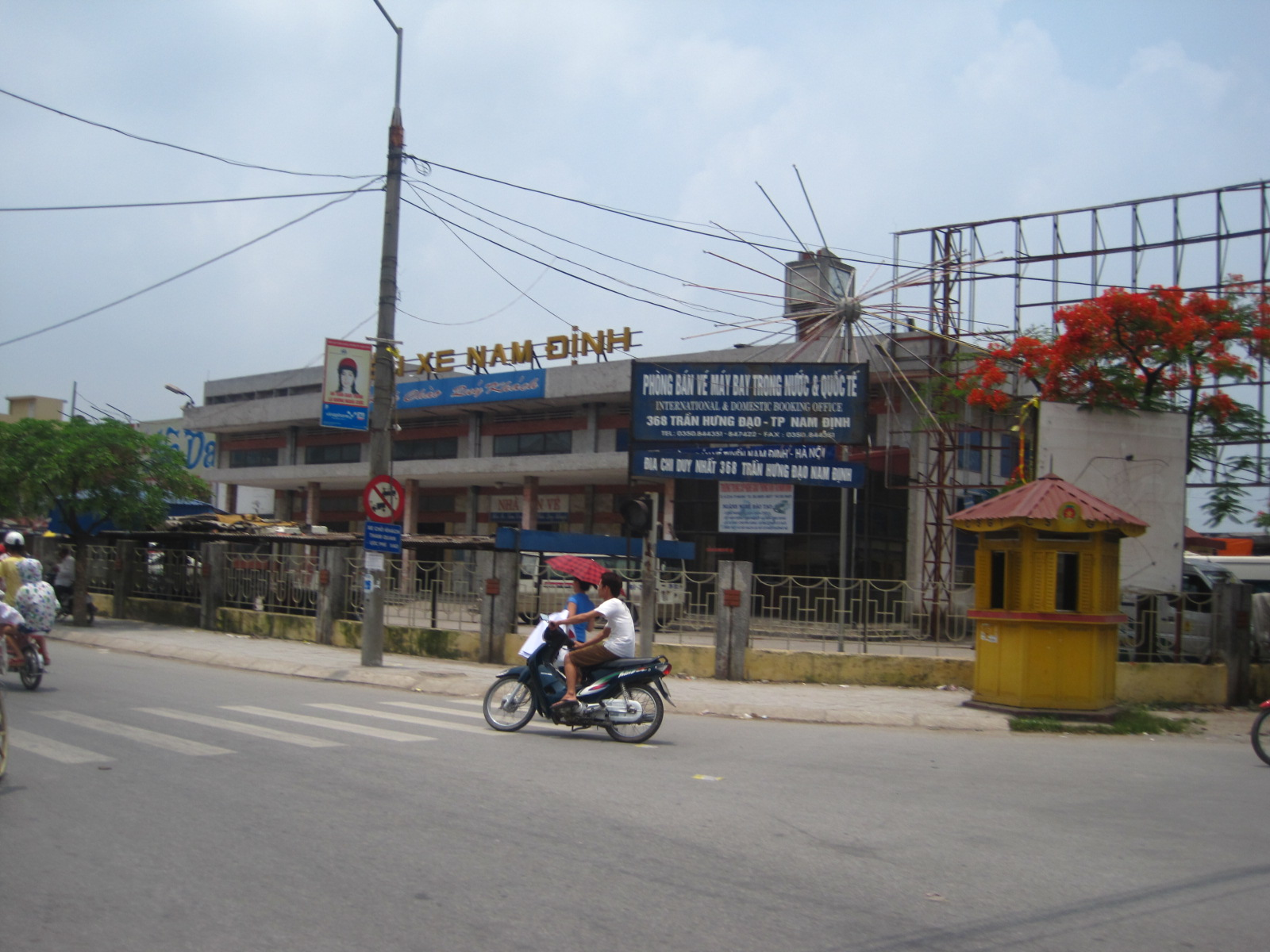
Bến xe khách Nam Định cũ
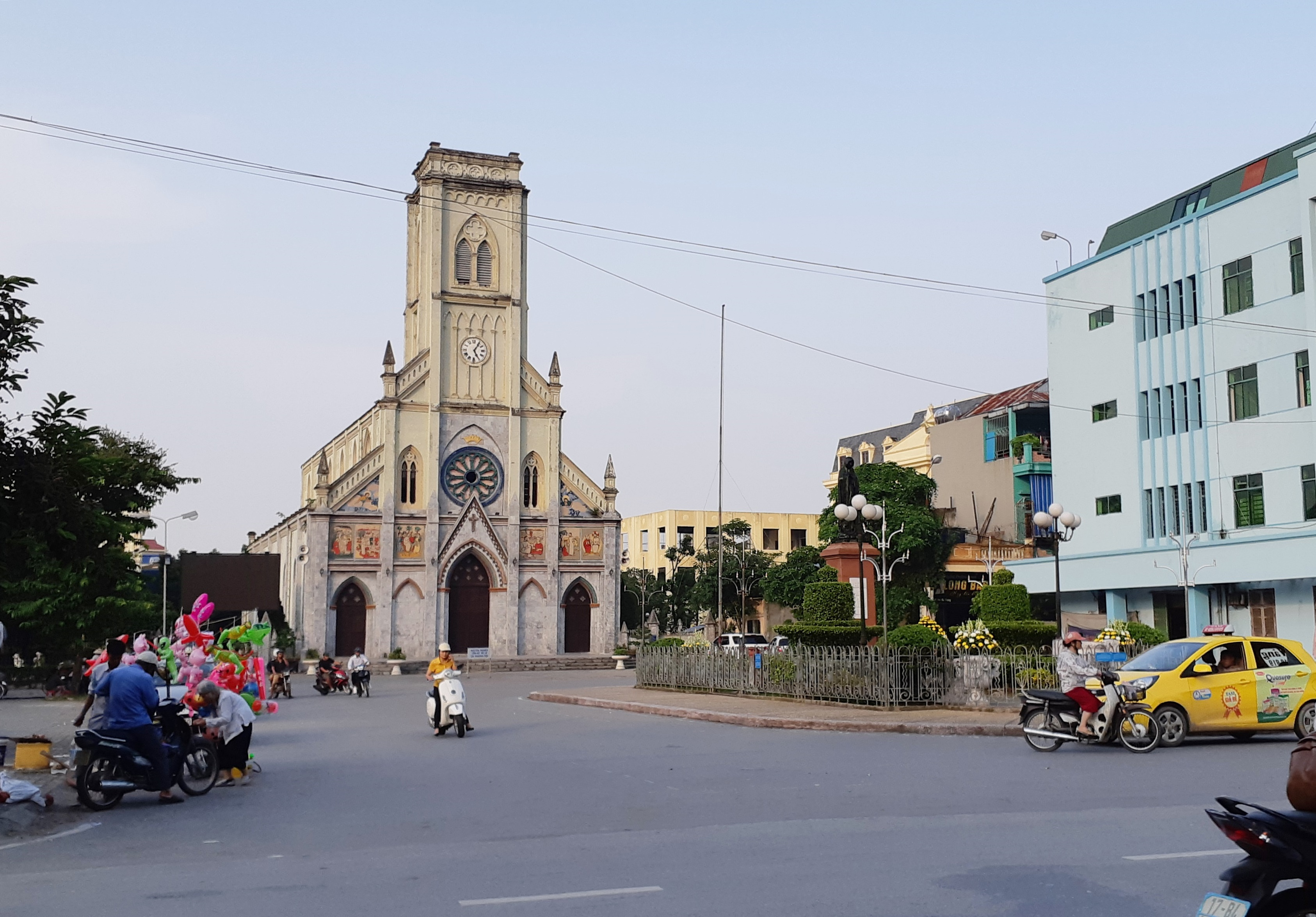
Quảng trường Nữ Vương Hoà Bình
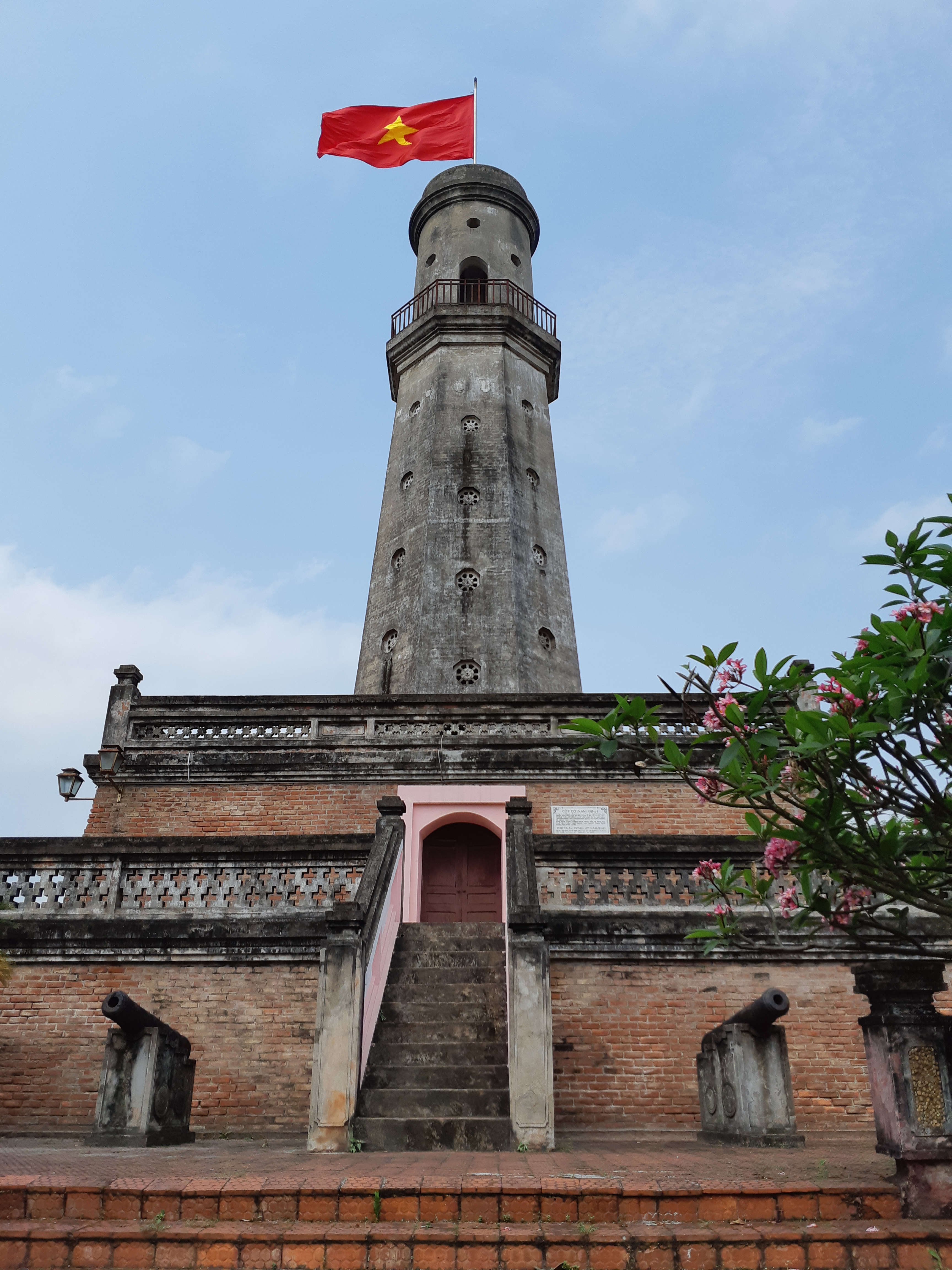
Cột cờ Nam Định
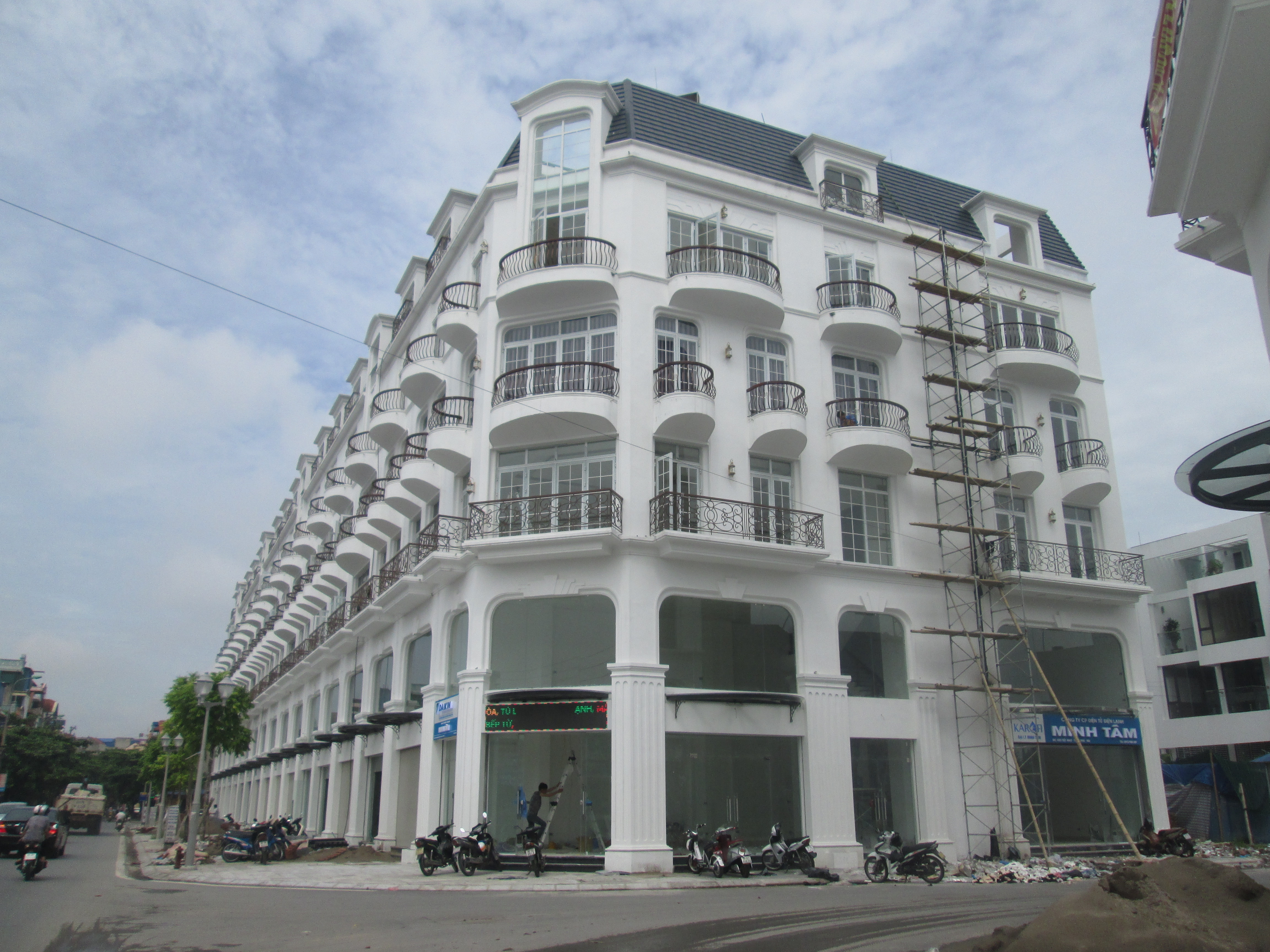
Nhà phố thương mại nằm trong Khu đô thị Dệt may Nam Định
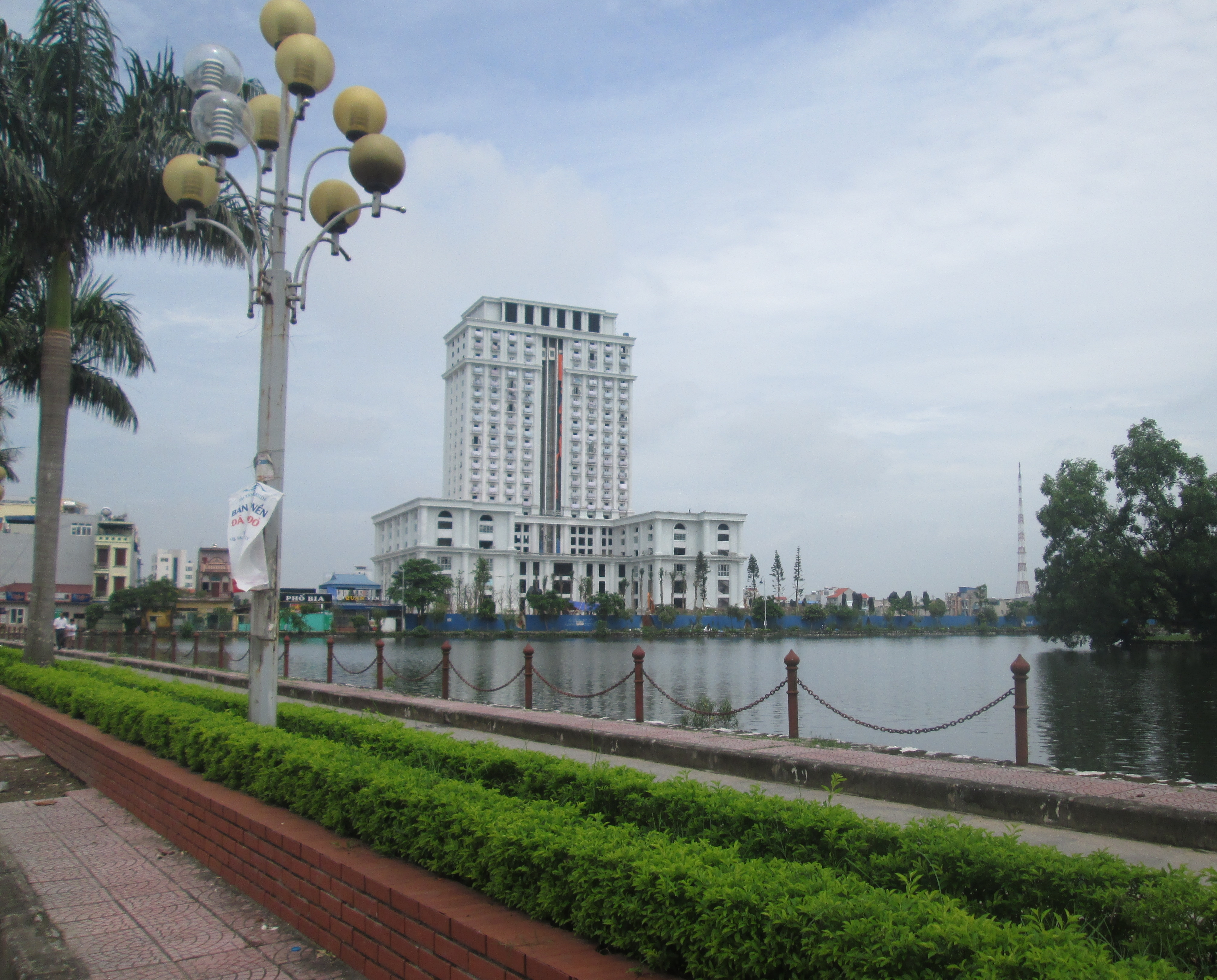
Khách sạn Nam Cường Nam Định
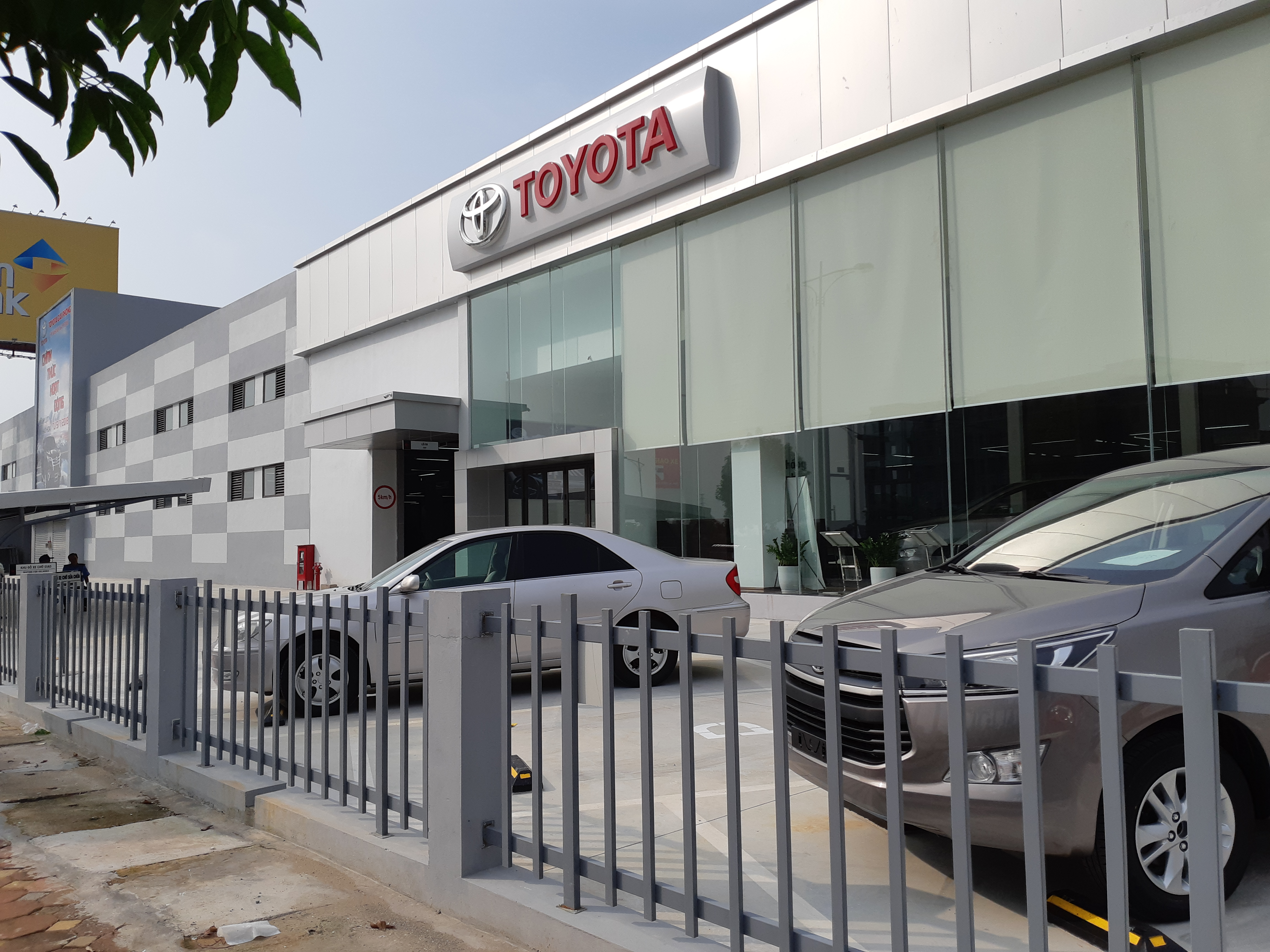
Đại lý xe ôtô Toyota Giải Phóng, chi nhánh Nam Định
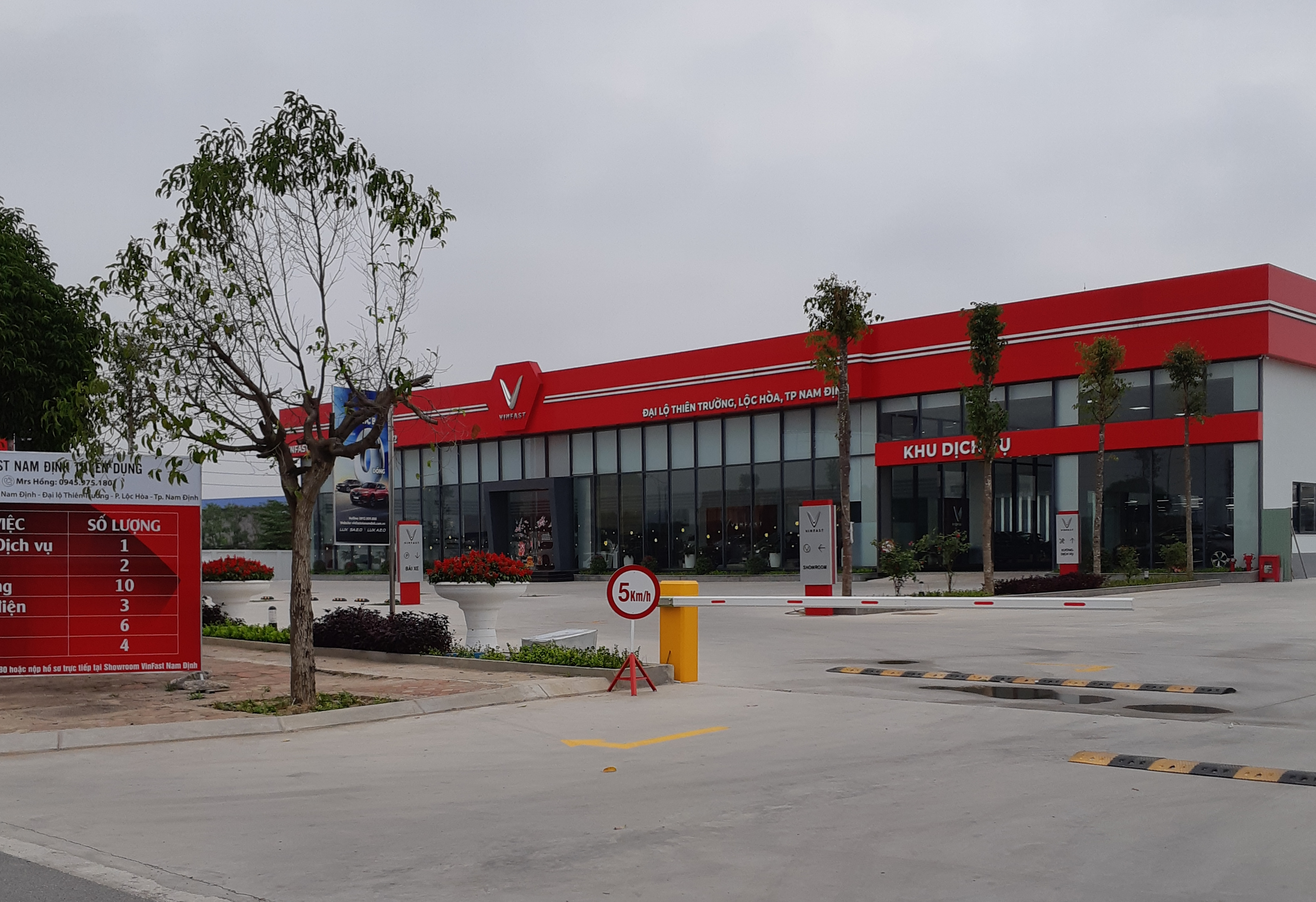
Đại lý xe ôtô VinFast, chi nhánh Nam Định
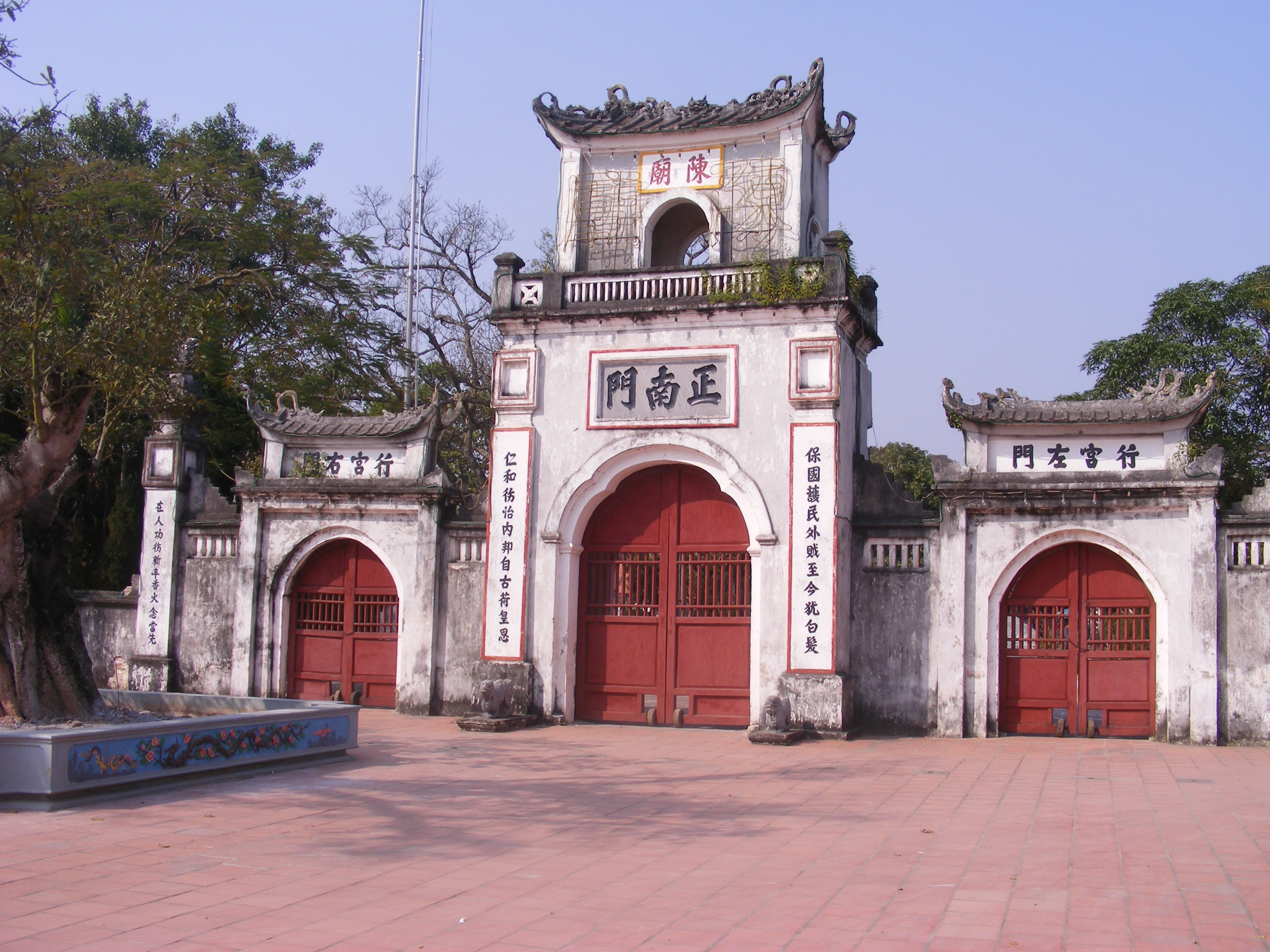
Đền Trần